# Damiano Cunego
Damiano Cunego est un coureur cycliste italien né le 19 septembre 1981 à Cerro Veronese en Vénétie, professionnel de 2002 à 2018. Considéré comme un spécialiste des classiques mais également des grands tours, il a notamment remporté l'Amstel Gold Race et trois fois le Tour de Lombardie, ainsi que le Tour d'Italie. Il termine premier du classement UCI en 2004.

## Repères biographiques
Damiano Cunego naît le 19 septembre 1981 à Cerro Veronese, une commune comportant alors mille deux-cents habitants à vingt-cinq kilomètres à l'est de Vérone, en Vénétie, dans une famille modeste. Il est entouré dans son enfance par son père Enzo, sa mère Anna Maria et son frère de sept ans son cadet nommé Donato, qui vont le pousser à pratiquer régulièrement plusieurs sports collectifs, Cunego étant naturellement doué sportivement. Les deux parents de Cunego vivent toujours à Cerro Veronese.
Après avoir étudié dans des écoles de son village natal, il fréquente, à partir de 1995, les écoles supérieures de Vérone mais y fait une scolarité discrète, préférant participer à des rencontres sportives. Il commence le sport par le hockey sur glace et le football très tôt à l'âge de quatre ans, en y démontrant des aptitudes physiques et athlétiques. Dix ans après avoir commencé ces sports, il les abandonne pour se consacrer à la course à pied, avec l'accord de sa mère, conformément à sa préférence pour les sports individuels par rapport aux sports collectifs. Il se distingue dans cette épreuve puisqu'il est notamment médaillé de bronze aux championnats d'Italie en 1997 après seulement trois ans d'entraînement dans ce sport. Après plusieurs avis favorables, il décide d'arrêter la course à pied pour se tourner vers le cyclisme, d'abord en tant qu'amateur.
Ses parents n'oublient néanmoins pas ses études, et lui demandent de d'abord passer son baccalauréat avant de penser au cyclisme, Cunego préparait encore son diplôme de mécanique industrielle à l'université pendant qu'il courait en catégorie amateur, il obtiendra le diplôme avec aisance.

## Carrière amateur (1997-2001)
Damiano Cunego commence sa carrière amateur en 1997 et remporte jusqu'à son premier contrat professionnel en 2001 vingt succès en l'espace de cinq saisons.

### Débuts en cyclisme de 1997 à 1999
Cunego commence le cyclisme tardivement en 1997, repéré par Giuseppe Martinelli qui a auparavant travaillé avec Marco Pantani et qui propose aux parents de Cunego de leur faire signer un contrat professionnel étant donné la minorité de ce dernier. Ce contrat stipule qu'après une année passée en équipe amateur, Cunego doit signer en tant que professionnel dans l'équipe de Martinelli. Il impressionne dès ses débuts en remportant quatorze succès qui deviendront seize dans la catégorie junior avec l'équipe Gaiga-Gore Tex, dont le Giro della Lunigiana en 1998. Il est notamment deuxième du championnat d'Italie sur route juniors en terminant juste derrière Daniele Colli et quatrième du Grand Prix Rüebliland en Allemagne.
Timide et réservé, il gagne au fur et à mesure la place de leader dans son équipe, et devient champion du monde junior en 1999 chez lui, à Vérone, s'imposant en solitaire devant Rouslan Kaioumov et Christophe Kern, deux ans seulement après avoir commencé le cyclisme. À la fin de l'année 1999, il change d'équipe en entrant dans la catégorie des moins de vingt-trois ans.

### Chez les moins de vingt-trois ans de 2000 à 2001
Cunego passe deux ans dans la catégorie des moins de vingt-trois ans entre 2000 et 2001, les deux dans l'équipe Zalf Euromobil Fior dans laquelle il passe ses deux années malgré le fait qu'il ait signé un pré-contrat avec l'équipe Mercatone Uno-Stream TV pour 2001 la saison cycliste suivante. Il remporte quatre succès, dont la classique Bassano-Monte Grappa en 2000 devançant Ramon-Manuel Bianchi et Emanuele Sella. Cunego réalise également quelques places d'honneur. Ainsi, il est deuxième du Tour de la Vallée d'Aoste en 2001 derrière Yaroslav Popovych puis troisième lors de deux courses, le Tour des régions italiennes 2001 que remporte Popovych devant Michele Scarponi, et le Giro del Canavese 2001 où Alexandr Kolobnev et Manuele Mori le précèdent.

## Carrière professionnelle (2002-2018)

### Dans l'équipe Saeco (2002 - 2004)
Cunego signe son premier contrat professionnel avec la Saeco-Longoni Sport en 2002, il passe deux années en tant qu'équipier avant de devenir leader de l'équipe en 2004, à la fin de cette année, l'équipe s'arrête pour fusionner avec la Lampre qui devient Lampre-Caffita que Cunego rejoint.

#### Début de carrière professionnelle en 2002
Au début de l'année 2002, Claudio Corti le convainc de signer un contrat dans l'équipe Lampre (future Lampre-Caffita), Damiano Cunego quitte alors l'équipe Zalf Euromobil Fior. Il y retrouve de ce fait Giuseppe Martinelli qui l'avait repéré cinq ans plus tôt et devient équipier de Gilberto Simoni et Danilo Di Luca.
Pour sa première année, il remporte plusieurs victoires dites « open », regroupant professionnels et amateurs, dont le Giro d'Oro en battant l'Allemand Patrik Sinkewitz et le Néerlandais Remmert Wielinga ainsi que le Giro del Medio Brenta devant son coéquipier Leonardo Bertagnolli. Il réalise également quelques performances au Tour de Bavière, se classant deuxième de la première étape derrière Rolf Aldag et quatrième de la troisième. Il se classe dix-neuvième place au Grand Prix de Chiasso, sa première course professionnelle, et réalise une bonne performance lors du Tour du Trentin, finissant dix-huitième du classement général.
Il participe cette année-là à ses premières classiques ardennaises en tant qu'équipier dans l'équipe, il ne s'y fait pas remarquer, terminant cent-vingt-deuxième de la Flèche wallonne en accusant un retard de huit minutes et onze secondes sur le lauréat belge Mario Aerts, puis cent-vingt-quatrième de Liège-Bastogne-Liège et avant-dernier classé quatre jours plus tard le 21 avril 2002 à vingt minutes et trois secondes du vainqueur italien Paolo Bettini.
Équipier à Saeco-Longoni Sport, il participe à sa première Semaine internationale Coppi et Bartali, se plaçant vingt-sixième au général, puis soixante-dixième de sa première course à étapes figurant dans la calendrier mondial UCI, à savoir le Tour de Romandie. Il termine sa saison 2002 en juillet après une trentième place au Trofeo Matteotti et une vingt-cinquième lors de l'UNIQA Classic, course se déroulant en Autriche.
Cunego termine l'année avec deux succès et une 817e place au classement UCI.

#### Premières victoires en 2003

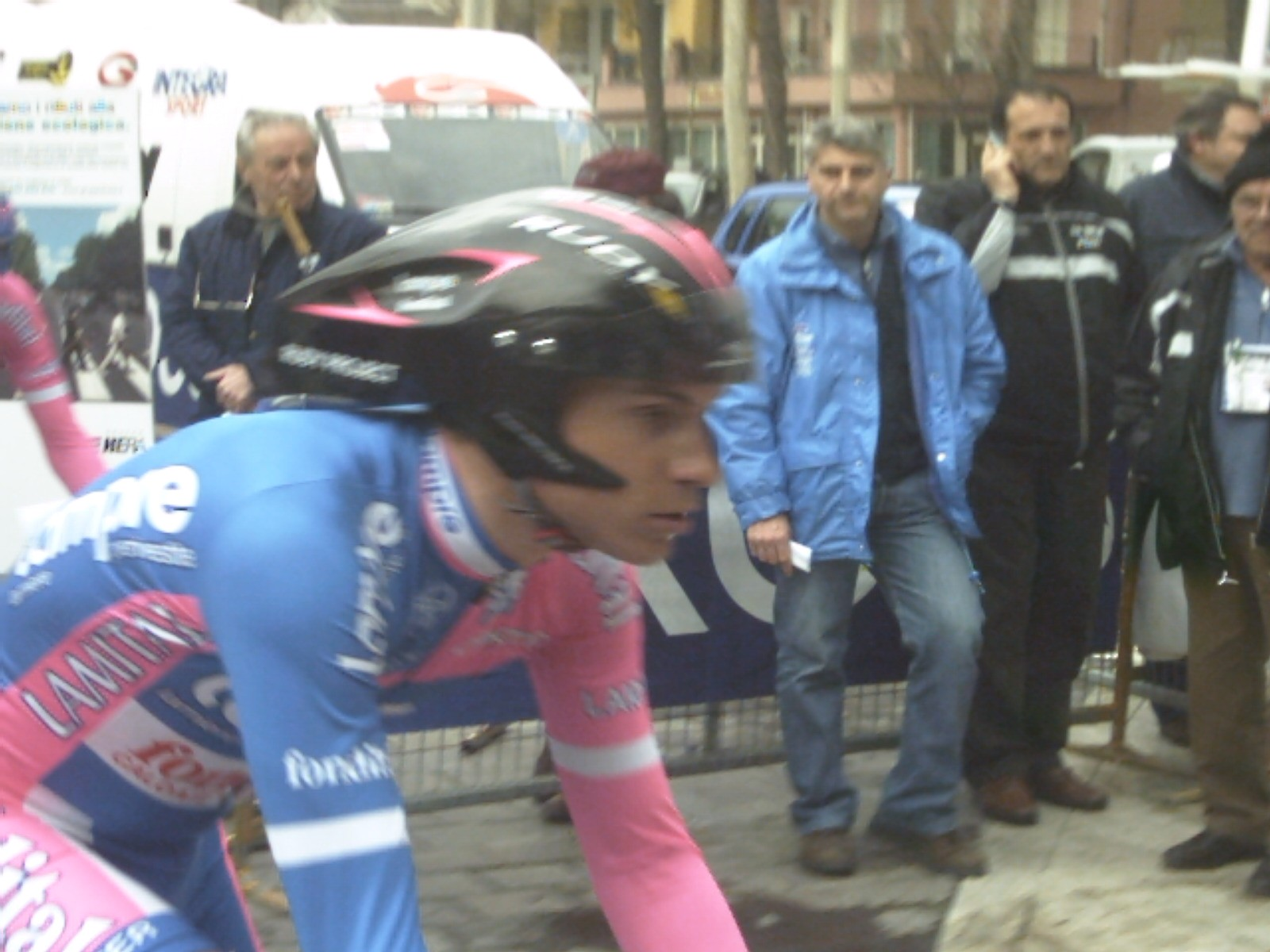
Damiano Cunego en 2006

En 2003, Cunego réalise de meilleurs résultats dans l'équipe Saeco-Longoni Sport qui devient en cours d'année Saeco, en remportant deux victoires : le classement général et la septième étape du Tour du lac Qinghai, finissant aussi deuxième de l'avant-dernière étape devancé seulement par Denis Lunghi. Il bat lors de la dernière étape Elio Aggiano et Ghader Mizbani après 170 km de course, remportant grâce à ce succès le classement final devant ce dernier et le Chinois Guozhang Wang.
Il commence sa saison par une vingt-deuxième place au Giro della Provincia di Reggio Calabria, il est ensuite vingtième de la Semaine catalane et seizième du Tour du Pays basque, sa meilleure performance dans une course du calendrier UCI cette année.
Il termine quatrième du Tour des Apennins derrière son coéquipier Gilberto Simoni sacré vainqueur, Giuliano Figueras et Rinaldo Nocentini. Il est également quatrième du Brixia Tour devancé par Martin Derganc avec notamment une quatrième place lors de la troisième étape et une cinquième place le jour suivant. Il se fait remarquer sur le Tour du Trentin avec une treizième place au classement général et une huitième place de la première étape se terminant à Moena. Il part ensuite s'entraîner en Espagne avant de prendre part au Giro. Il participe à son premier grand tour, le Tour d'Italie, finissant trente-quatrième. Cunego réalise une bonne performance en fin d'année en se classant à la sixième place de la Japan Cup derrière Sergio Barbero, et vingt-huitième du Tour d'Émilie.
Il termine l'année sur par une vingt-septième place lors de deux courses, le Trofeo Melinda et le Giro del Friuli, vingt-neuvième de la course américaine T-Mobile International / San Francisco GP, Cunego termine l'année par le GP Beghelli se classant vingt-neuvième.
L'année 2003 se finit avec deux victoires, toutes dans la même course à savoir le Tour du lac Qinghai, qui est la première course à étapes remportée dans sa carrière professionnelle débutée un an plus tôt, se classant 227e du classement UCI.

#### Meilleur cycliste de l'année en 2004
En 2004, Damiano Cunego se révèle au plus haut niveau. Il remporte en début d'année cinq courses : le Grand Prix de l'industrie et de l'artisanat de Larciano, le Tour des Apennins devant Giuliano Figueras et le Tour du Trentin avec deux étapes remportées, la première à Marcena di Rumo val di Non, puis la seconde à Roncone devant Gilberto Simoni son coéquipier de Saeco, qu'il devancera de deux places au général.

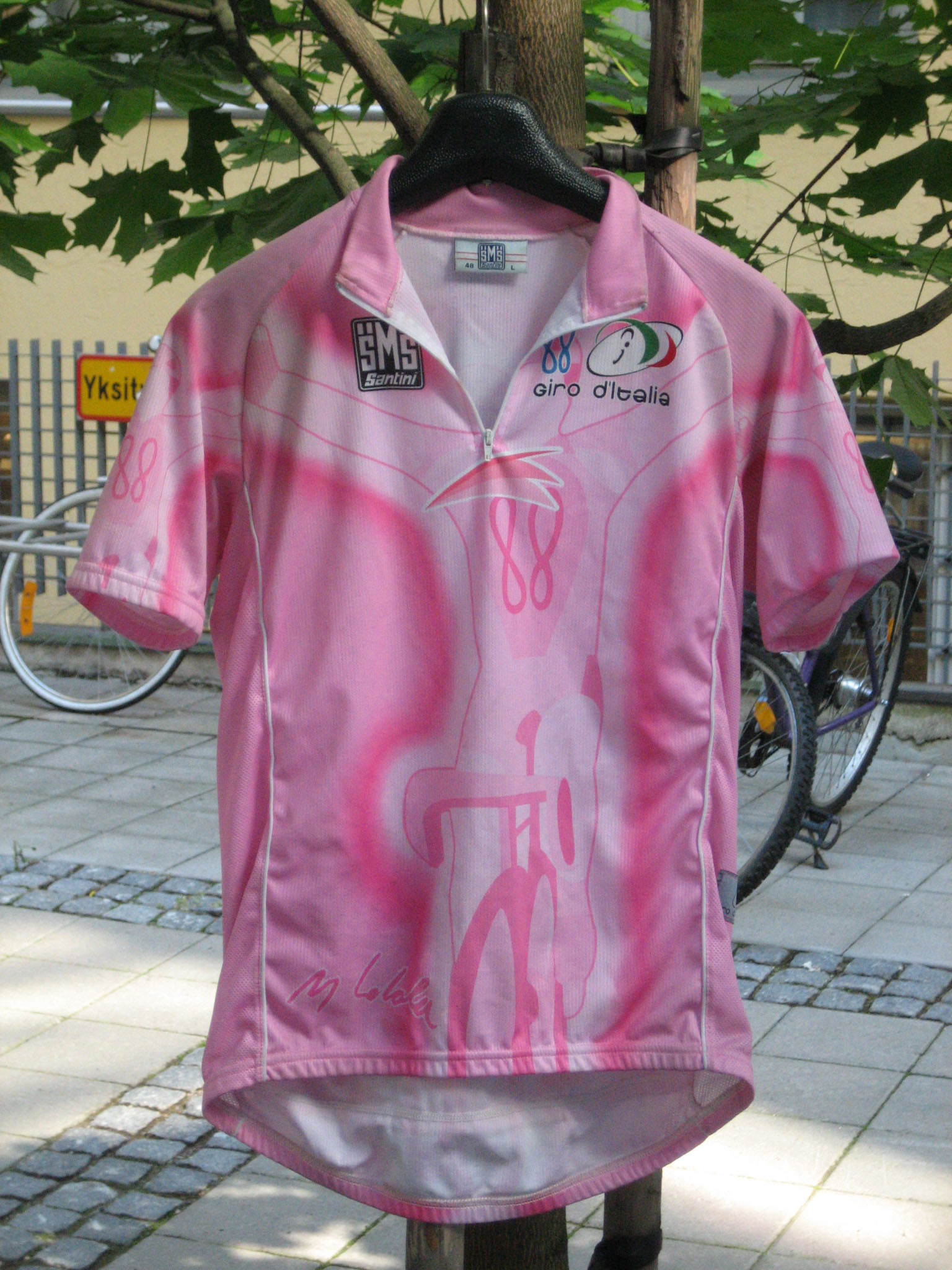
Cunego remporte le maillot rose du Tour d’Italie 2004.

Cunego prend part au Tour d'Italie du 8 au 30 mai en tant qu'équipier du leader Gilberto Simoni, vainqueur de la dernière édition et favori au général. Cunego se montre dès les premiers jours de course en empochant sa première victoire sur un Grand Tour, remportant la deuxième étape en réglant au sprint un peloton réduit. Le lendemain, lors de la première arrivée au sommet, il se classe deuxième derrière son leader Simoni. Il confirme cette belle forme en s'imposant de nouveau dans un sprint entre costauds lors de la septième étape au sommet de Montevergine. Ce succès lui permet de devenir leader au général et de porter le maillot rose durant six étapes, avant de le perdre lors de l'étape contre-la-montre au profit de Yaroslav Popovych. À l'occasion de la seizième étape, l'équipe Saeco décide de dynamiter la course de loin avec son collectif. Après une première attaque de Simoni pour tester Popovych et Serhiy Honchar, Cunego place un contre dans le Passo Furcia à plus de 60km de l'arrivée. Il creuse seul dans l'ascension puis profite dans la longue vallée des relais de ses équipiers Andrea Tonti et Eddy Mazzoleni qui se sont relevés de l'échappée. Cunego poursuit seul dans la montée finale du Terento, reprend les derniers hommes de l'échappée et remporte la victoire d'étape avec plus de 2 minutes 30 sur les premiers favoris et près de 4 minutes sur Popovych. Cunego récupère alors le maillot rose avant les grandes étapes de montagne et compte 1 minute 14 d'avance sur son dauphin. Il se montre solide lors du premier test à Bormio en suivant ses adversaires avant de les régler au sprint pour une quatrième victoire d'étape. Le lendemain, il est mis en difficulté par une attaque de son propre coéquipier Gilberto Simoni, ce dernier ayant mal pris le dernier succès de Cunego, l'insultant dans la presse en déclarant après la ligne : « Tu es un bâtard, tu es vraiment stupide ». Malgré cette attaque surprenante, Cunego parvient à bien gérer la situation en profitant du travail des autres leaders pour conserver son maillot. Il remporte ainsi son premier Grand Tour à 22 ans avec quatre victoires d'étapes et un grand avenir lui est promis.
Il continue la saison 2004 par un beau Tour d'Espagne avec une seizième place au général, se classant dans le top vingt à onze reprises avec une neuvième place à Soria et un podium à l'arrivée de la dernière étape de montagne à Collado Villalba. Cunego poursuit sa saison par une neuvième place au championnat du monde organisé chez lui à Vérone et une victoire prestigieuse au Tour de Lombardie devant Michael Boogerd et Ivan Basso. Il est le dernier coureur à remporter le classement UCI, en octobre 2004, avant l´instauration du ProTour.
Il récolte dix-huit victoires durant la saison (treize recensées par l'UCI), dont les Grands Prix Nobili Rubinetterie et Fred Mengoni, il remporte le Trophée Menegalli, le Memorial Marco Pantani et le Grand Prix Formaggi Guffanti devant Yaroslav Popovych.
Cunego se distingue en épreuve scratch avec deux victoires lors du Criterium degli Assi et du Memorial Casartelli, il obtient également quelques places d'honneur : deuxième de la Japan Cup, du Critérium de Broni (et troisième du contre-la-montre), du GP SBS-Miasino-Mottarone et du Memorial Zanette, quatrième du Tour de Vénétie, sixième de la Klasika Primavera et neuvième du Tour de Toscane, cela restera sa meilleure saison cycliste, il est nommé deuxième au Vélo d'or, le plus prestigieux prix cycliste de l'année.

### Dans l'équipe Lampre (2005 - 2014)
Cunego rejoint la Lampre-Caffita en 2005 en tant que leader de l'équipe.

#### Une confirmation compliquée en 2005

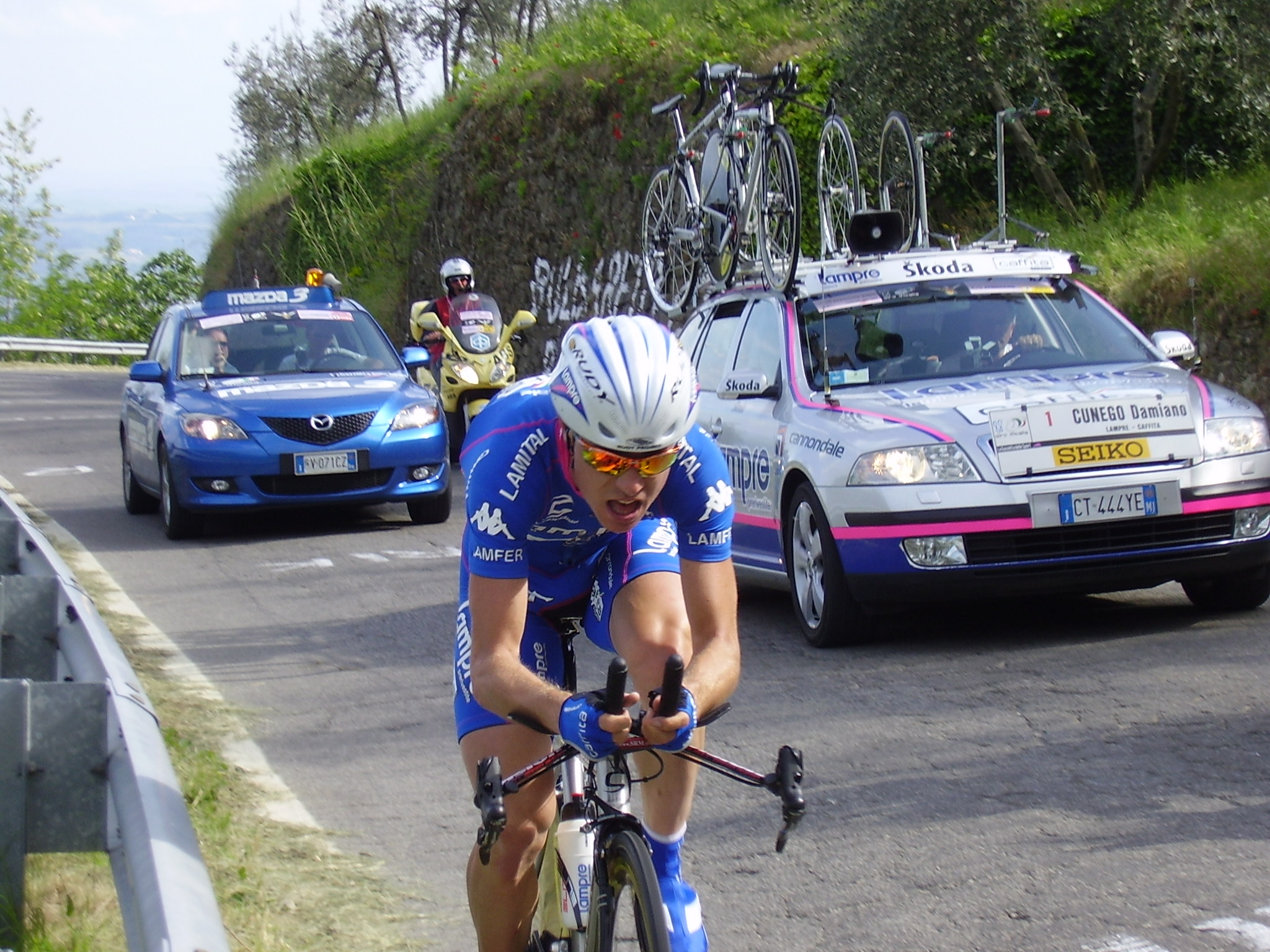
Ici au Tour d'Italie 2005, Cunego termine dix-huitième, mais remporte tout de même quatre victoires dans l'année.

L'année 2005 ne verra pas confirmer les espoirs placés en Cunego, désormais dans l'équipe Lampre-Caffita, née de l'union entre la Lampre de Mario Galbusera et Saeco de Sergio Zappella. Il remporte quatre victoires : le Trophée Melinda, le Grand Prix Nobili Rubinetterie pour la deuxième année consécutive, la Japan Cup et une étape (la troisième) du Tour de Romandie, course d'une semaine qu'il terminera à la deuxième place derrière Santiago Botero mais devant Denis Menchov après avoir porté le maillot jaune durant deux jours, il doit le céder à la dernière étape à la défaveur d'un mauvais contre-la-montre, à noter qu'il termine troisième de la quatrième et cinquième étape ainsi que du classement par points.
Il échoue cependant au Tour d'Italie. Handicapé par une mononucléose, Cunego est décroché en montagne dès la première étape haute, accusant six minutes de retard à l'arrivée, et se classe seulement dix-huitième à Milan. Il frôle néanmoins de peu la victoire d'étape à plusieurs reprises, finissant deuxième à Giffoni Valle Piana et à Pistoia ainsi que sixième à L'Aquila (présent à neuf reprises dans le top vingt), pendant que Gilberto Simoni, qui devait être son équipier, termine sur le podium.
Il renonce ensuite à prendre part au Tour de France. Il obtient néanmoins quelques belles places d'honneur, deuxième de la Klasika Primavera, troisième du Tour de Murcie, des Trois vallées varésines et de la Semaine internationale Coppi et Bartali. Il obtient une cinquième place au Brixia Tour, une septième place au Tour de Vénétie ainsi qu'une neuvième place lors du Liège-Bastogne-Liège, au Tour du Pays basque et au Tour d'Émilie.
Il termine l'année à la trente-neuvième place du classement ProTour.

#### Places d'honneur auGiroet auTouren 2006

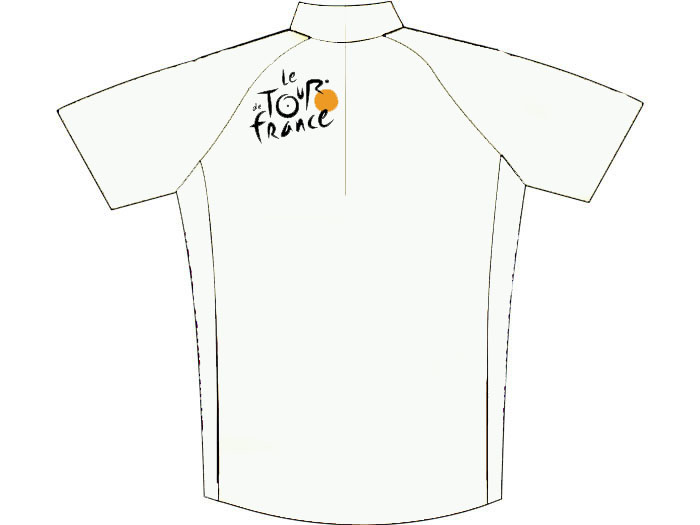
Cunego remporte le maillot blanc de meilleur jeune au Tour.

En 2006, dans l'équipe renommée Lampre-Fondital, après un bon début de saison marqué par des victoires dans le Tour du Trentin en décrochant également une étape, au Giro d'Oro, au Grand Prix de l'industrie et de l'artisanat de Larciano et à la Semaine internationale Coppi et Bartali avec une étape et le classement général, Cunego prend part à une seule classique ardennaise, Liège-Bastogne-Liège où il termine à la troisième place. Il rate de peu la victoire d'étape lors du Tour de Murcie en échouant à la deuxième place de la quatrième étape seulement devancé par Carlos García Quesada.
Cet excellent début de saison avec six victoires amène Cunego à courir le Tour d'Italie et le Tour de France pour la première fois.
Cunego échoue à nouveau au Tour d'Italie alors qu'il venait pour s'imposer, prenant néanmoins la quatrième place mais très loin derrière le vainqueur Ivan Basso (dix-huit minutes et seize secondes), pendant que Gilberto Simoni prend la troisième place. Cunego se classe néanmoins cinq fois dans les dix premiers de l'étape, et neuf fois dans les vingt premiers, avec une deuxième place dans la huitième étape se terminant à Maielletta/Passa Lanciano et une troisième place à Aprica, ville-arrivée de la vingtième étape.
Il réalise dans la foulée un bon Tour de France, terminant maillot blanc de meilleur jeune et onzième du classement général, il obtient une deuxième place en haut de l'Alpe d'Huez lors de l'étape reine de cette grande boucle (quinzième étape), juste derrière Fränk Schleck, et également une troisième place lors de la dix-septième étape se terminant à Morzine (également dixième du dernier contre-la-montre), c'est à cette occasion qu'il porte pour la première fois le maillot blanc, remplaçant Markus Fothen. Il le garde jusqu'à l'arrivée aux Champs-Élysées, il est néanmoins à noter que Cunego avait réalisé un très mauvais départ lors du Tour, puisqu'avant la dernière semaine il n'avait jamais atteint les trente premières places du classement de l'étape.
Il termine l'année sans autres victoires, restant sur six succès, mais en réalisant quelques podiums, dont une deuxième place au Tour du Latium, au Carate Brianza, au Grand Prix SBS-Miasino-Mottarone et à la Klasika Primavera, ainsi qu'un podium à l'occasion du Grand Prix Formaggi Guffanti, et des places d'honneur à la Clásica de Almería et au Tour de Murcie, terminant huitième.
Ces résultats lui permettent de se classer dix-huitième du classement ProTour à la fin de l'année.

#### Doublé au Tour de Lombardie en 2007
En 2007 et toujours dans l'équipe Lampre-Fondital, il commence la saison par le Tour de Murcie finissant neuvième puis par le Critérium international se plaçant septième du classement final, Cunego prend ensuite part au Tour du Pays basque qu'il termine à la quatrième place grâce notamment à une cinquième place à l'arrivée à Lekunberri et à une quatrième place lors du contre-la-montre de la sixième étape.
Il participe ensuite aux classiques ardennaises, n'étant pas dans la sélection de la Lampre pour courir à l'Amstel Gold Race, il est également absent de la Flèche wallonne préférant finalement prendre part au Tour du Trentin, il remporte les deux premières étapes, et gagne le classement final devant Michele Scarponi, il signe là trois succès en l'espace de cinq jours et est d'ailleurs le premier cycliste à s'adjuger le Tour du Trentin pour la troisième fois, juste avant d'aller courir la classique liégeoise. Il termine à cette occasion septième à neuf secondes du lauréat Danilo Di Luca. Il part ensuite s'entraîner pour courir le Tour d'Italie.
Il participe au Giro en faisant à nouveau partie des favoris du classement général, il termine cinquième à près de quatre minutes du vainqueur Danilo Di Luca, avec six places dans les dix premiers de l'étape lors de six étapes, il démontre une certaine régularité, atteignant même un podium à l'arrivée à Montevergine di Mercogliano.
Au sortir du Tour d’Italie, Cunego termine trente-et-unième des Championnats d'Italie et cinquième du Tour de Suisse grâce notamment à sa performance au Crans-Montana, finissant cinquième. Cinquante-deuxième de la Classique de Saint-Sébastien, il remporte la quatrième étape du Tour d'Allemagne à Sonthofen en devançant Davide Rebellin. Quatrième de l'étape le lendemain, il finit la course à la vingtième place du classement général.
Présent au Tour d'Espagne, il abandonne la course à moins d'une semaine de l'arrivée à cause d'une lourde chute, il se classe tout de même sixième lors de la quinzième étape, mais était mal parti pour obtenir une bonne place lors du classement final.
Il échoue une semaine plus tard aux Championnats du monde, terminant seulement cinquantième, il remporte début octobre le cinquième succès de sa saison au Grand Prix Bruno Beghelli devant Fabian Wegmann, Cunego se classe quelques jours après cinquième du Tour d'Émilie.
Même s'il tarde à confirmer la carrière qu'on lui prédisait, il sauve sa saison avec une victoire de prestige le 20 octobre dans le Tour de Lombardie, trois ans après son premier succès en dominant Riccardo Riccò et Samuel Sánchez, il gagne là le deuxième "Monument" de sa carrière, ce succès lui permet de terminer huitième du Classement ProTour.
Il conclut l'année avec six victoires en quatre-vingt-treize jours de course pour un total de 14 479,60 kilomètres parcourus.

#### Année prolifique en classiques en 2008
À la Lampre, sa saison 2008 commence par le Critérium international qu'il termine en dixième position puis avec le Tour du Pays basque où il termine quatrième et remporte le maillot du classement par points ainsi que la cinquième étape devant Alberto Contador. Il commence sa campagne des classiques ardennaises par une victoire pour sa première participation à l'Amstel Gold Race en devançant Fränk Schleck au sprint. Il prend ensuite la troisième place de la Flèche wallonne en remontant plusieurs places dans les derniers mètres, et termine trentième de la dernière classique ardennaise Liège-Bastogne-Liège. Il s'impose également lors de la Klasika Primavera.

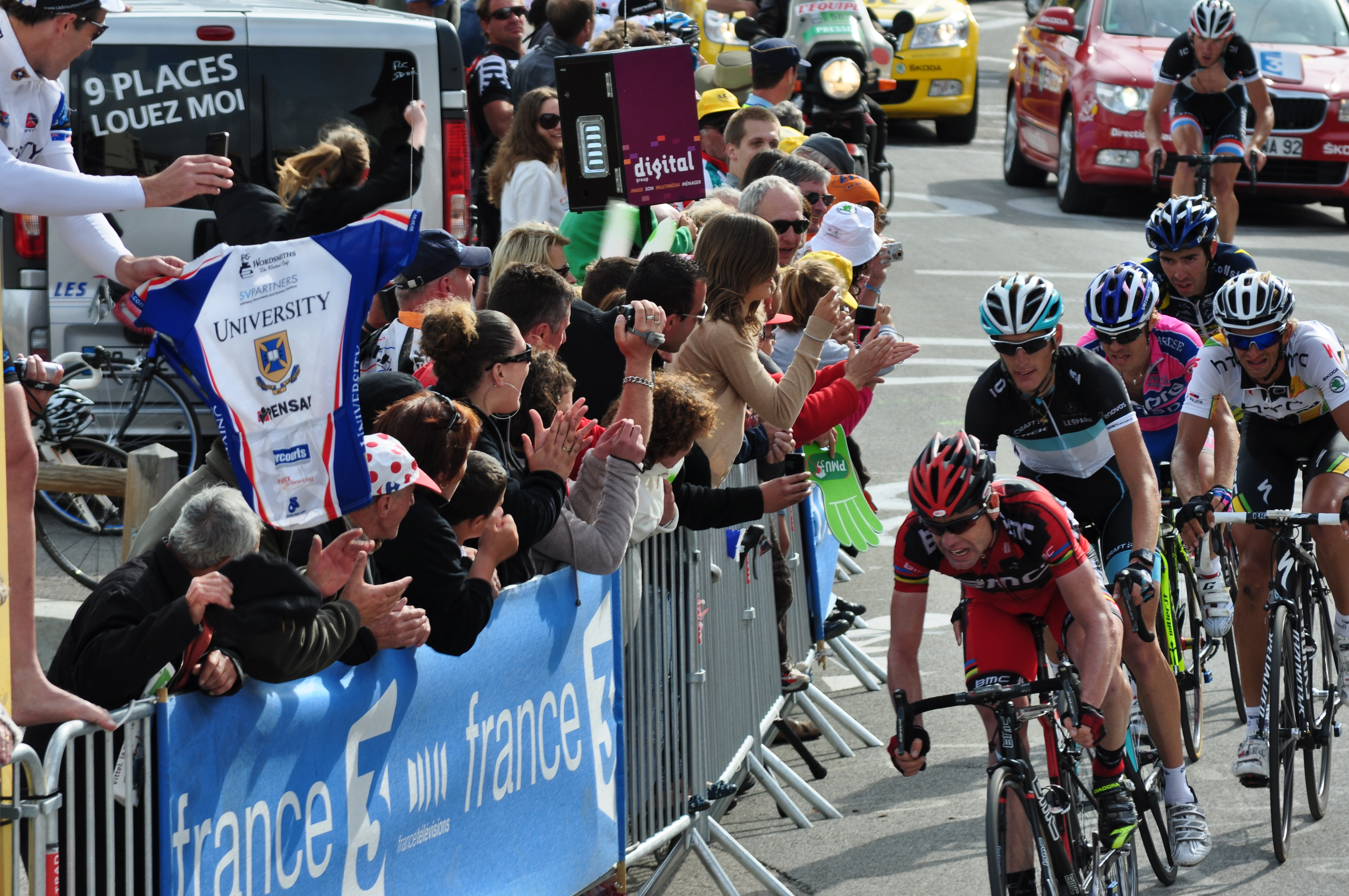
Cunego grimpant l'Alpe d'Huez en 2011

Il arrive sur les routes du Tour de France en favori mais s'avère décevant. Il abandonne à l'issue de la 18e étape, durant laquelle il est victime d'une lourde chute. Il terminera néanmoins l'étape avec plus de onze minutes de retard mais accompagné de son équipe. Il est transporté à l'hôpital juste après l'arrivée. Il était alors quatorzième au classement général et avait abandonné ses espoirs de podium, réalisant seulement une neuvième place à Bagnères-de-Bigorre.
Souffrant de problèmes respiratoires, il ne s'aligne pas aux Jeux olympiques de Pékin, jugés trop risqués pour sa santé. Il court ensuite la Vuelta mais abandonne lors de la seizième étape, avec tout de même une cinquième place à Sabiñánigo, un podium à Suances et une neuvième place à la treizième étape. Il y est uniquement venu se préparer pour les championnats du monde qui ont lieu à Varèse, en Italie. Il y anime avec Paolo Bettini et Alessandro Ballan la majorité de la course. C'est finalement Ballan, son coéquipier à la Lampre, qui est sacré champion du monde. Cunego finit deuxième en réglant au sprint un groupe d'échappés devant Matti Breschel et son compatriote Davide Rebellin.
Quelques semaines plus tard, il remporte pour la troisième fois le Tour de Lombardie le 18 octobre en solitaire après quinze kilomètres seul en tête devant Janez Brajkovič, et démontre quelques jours plus tard qu'il est l'homme fort de cette fin de saison en remportant la Japan Cup, signant sa cinquième victoire de sa saison, après plusieurs podiums au Mémorial Marco Pantani et aux Trois vallées varésines. Il se classe quatrième du Tour de Suisse (troisième de la deuxième étape), cinquième du contre-la-montre en duo avec Alessandro Ballan lors de la Coppa Lella Mentasti ainsi que sixième du Tour du Latium.
Cunego termine l'année au deuxième rang du classement UCI ProTour remporté par Alejandro Valverde et avec cinq succès en quatre-vingt-un jours de course pour un total de 13 099,30 kilomètres parcourus.

#### Victoires au Tour d'Espagne en 2009
En 2009, Damiano Cunego décide de ne pas participer à Paris-Nice, préférant s'entraîner en altitude à Tenerife afin de préparer les classiques d'avril et le Tour d'Italie. Lors de son retour à la compétition à la fin du mois de mars, il termine deuxième de la Coppa Placci dans le même temps que Filippo Pozzato et neuvième du Tour de l'Algarve, Cunego remporte ensuite la Semaine internationale Coppi et Bartali en gagnant les deuxième et troisième étapes et en terminant deuxième de la dernière derrière l'Australien Cadel Evans qu'il devance au général d'une place.
Lors des classiques ardennaises, il se classe cinquième de l'Amstel Gold Race, troisième à la Flèche wallonne et septième de Liège-Bastogne-Liège. Lors du Tour du Pays basque, il prend la cinquième place à une minute 53 secondes du vainqueur Alberto Contador, avec notamment une cinquième place à Eibar. Également sixième de la Klasika Primavera à Amorebieta battu par Alejandro Valverde il prend part au Giro.
Il déçoit lors du Tour d'Italie se classant seulement dix-neuvième, et finit derrière son coéquipier Marzio Bruseghin dixième.
N'arrivant pas à suivre le rythme imprimé par la Liquigas et la Rabobank, il accumule énormément de retard dans les étapes de haute-montagnes pour finir à vingt-huit minutes de Denis Menchov sacré vainqueur, Cunego aura tout de même réalisé une bonne première semaine en animant la course, se classant notamment cinquième lors de la troisième étape arrivée à Valdobbiadene puis septième à Bergame.

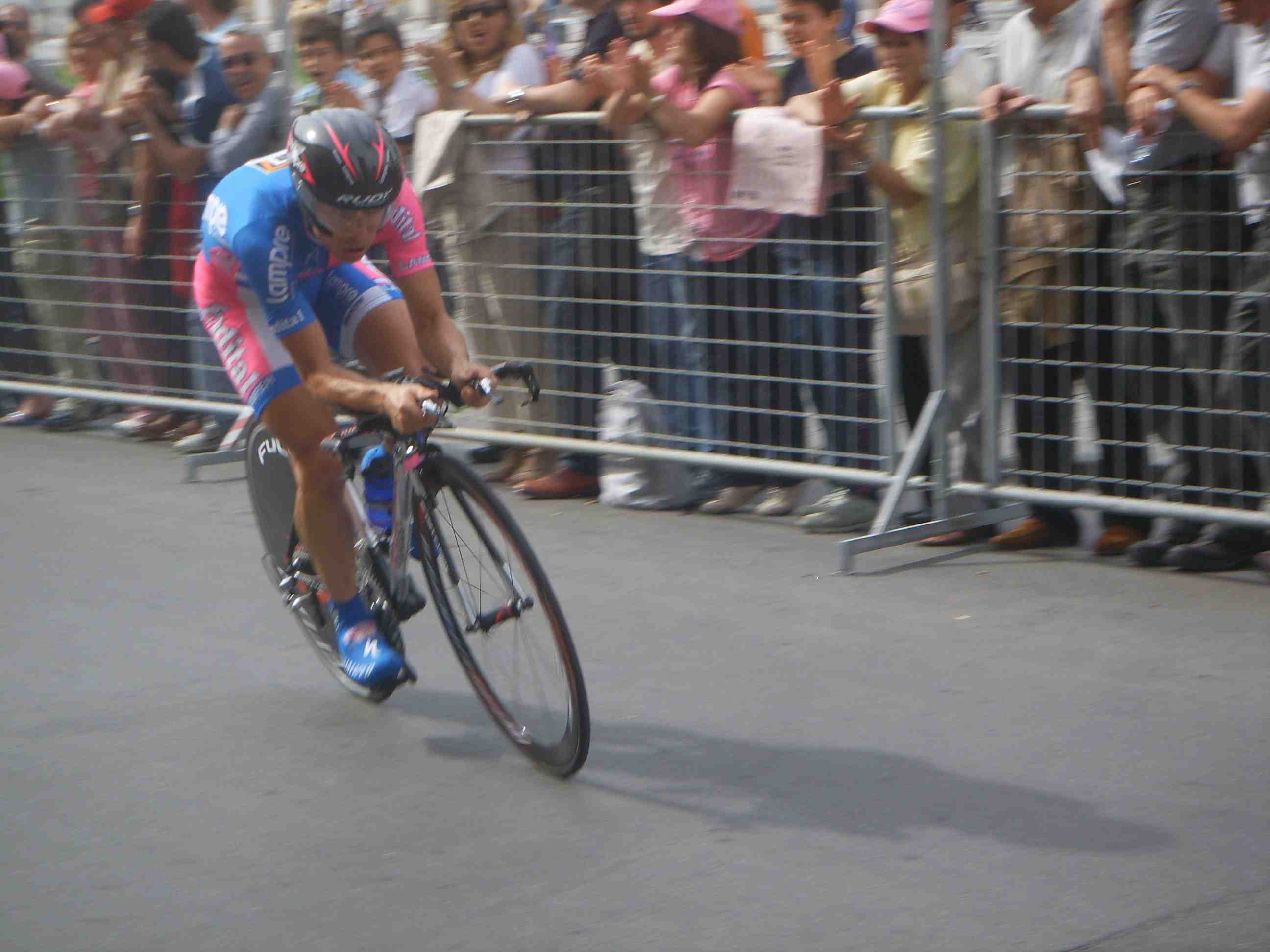
Cunego néglige le Tour de France cette année-là pour se concentrer sur les classiques de fin d'année.

Il ne prend pas part au Tour de France qui verra consacrer l'Espagnol Alberto Contador, mais est présent lors des Championnats d'Italie sur route où il échoue à la deuxième place derrière Filippo Pozzato, l'italien est ensuite sixième du Tour de Suisse avec une deuxième place lors de la huitième étape seulement battu par Tony Martin et un podium à Serfaus, il participe au Brixia Tour mais ne sera pas brillant, ne remportant qu'une place de dixième lors de la quatrième étape. Vingt-deuxième de la Clásica San Sebastián, il part au Portugal pour le Tour national où il enlève la cinquième place lors de la deuxième étape, puis se classe neuvième et dixième les jours suivants.
Il participe au Tour d'Espagne, il parvient à s'imposer au sommet de l'Alto de Aitana, lors de la première étape de montagne en décrochant à deux kilomètres le groupe de tête composé de tous les leaders Robert Gesink, Cadel Evans, Alejandro Valverde, Ivan Basso ou encore Samuel Sánchez, devançant de plus de trente secondes le français David Moncoutié parti en échappée[réf. nécessaire]. Il s'agit alors de sa première victoire d'étape sur un grand tour depuis 2004 et ses quatre victoires sur le Tour d'Italie. Onzième de l'étape le jour suivant et cinquième à l'Alto de Velefique, il récidive après une très longue échappée terminée en solitaire lors de la quatorzième étape avec arrivée au sommet de la Sierra de la Pandera[réf. nécessaire].
Il abandonne lors de la dix-septième étape pour se consacrer aux Championnats du Monde de Mendrisio.
Grand favori lors des Championnats du monde de Mendrisio, Cunego échoue dans le deuxième groupe de poursuivants du vainqueur Cadel Evans qu'il ne parvient pas à rejoindre malgré plusieurs contres, il finit à la huitième place juste devant Alejandro Valverde.
Quatorzième du Tour d'Émilie remporté par Robert Gesink et neuvième du Grand Prix Bruno Beghelli, Cunego termine ensuite en décevant quatorzième du Tour de Lombardie, pourtant parti grand favori de l'épreuve.
Il recule alors de dix places au classement mondial UCI de fin d'année par rapport à 2008, finissant douzième.
Cunego s'impose à cinq reprises cette saison en quatre-vingt-dix jours de course pour un total de 14 694,10 kilomètres parcourus.
Il a décidé de prolonger son contrat chez la Lampre d'un an, le portant jusqu'à 2011, son équipe ayant reçu une licence World Tour de quatre ans.

#### Année vierge de succès en 2010

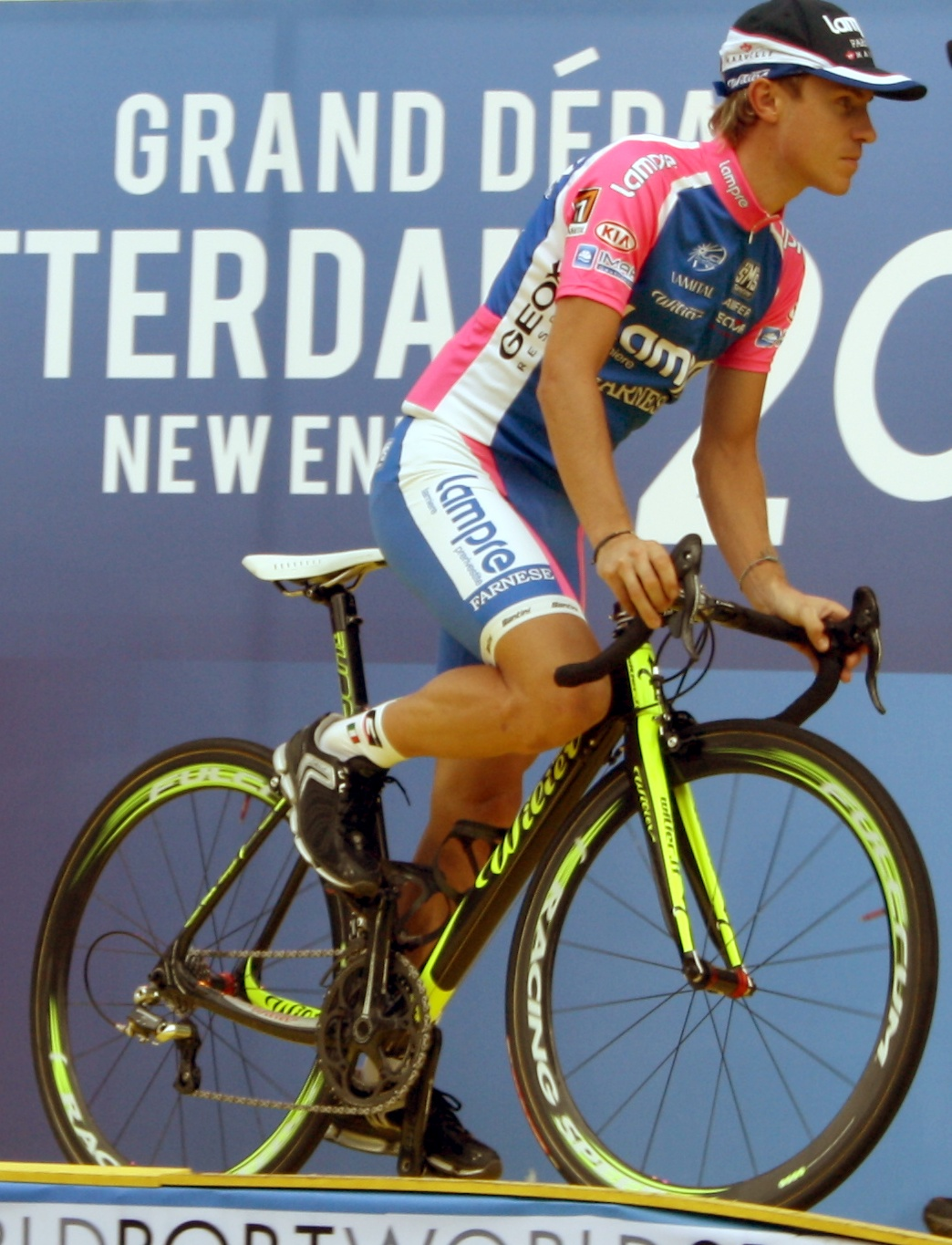
Damiano Cunego lors de la présentation du Tour de France 2010.

En 2010 et dans l'équipe Lampre-Farnese Vini, son programme tourne essentiellement autour des classiques ardennaises.
Cunego y réalise ses meilleures performances, terminant sixième de l'Amstel Gold Race devancé par Philippe Gilbert, cinquième de la Flèche wallonne à neuf secondes de Cadel Evans sacré vainqueur, et vingtième de Liège-Bastogne-Liège qui consacre Alexandre Vinokourov. Cunego se classe également trente-quatrième de la classique dite "Monument" Milan-San Remo.
En début de saison, lors de la course française Paris-Nice, il se classe dans les dix premiers lors d'une seule étape puisqu'il est sixième de la quatrième étape à vingt-et-une secondes du vainqueur Alberto Contador. Il prend ensuite part aux courses d'une semaine sans excellent résultat puisqu'il termine troisième de la première étape du Tour d'Andalousie derrière Sergio Pardilla, neuvième de la deuxième étape puis septième de la quatrième étape du Tour du Pays basque mais ne termine pas bien classé au général.
Ses résultats lors des grands tours ne sont pas à la hauteur des années 2004, 2006 ou 2007. Il termine onzième du Tour d'Italie en mai avec une deuxième place lors de la septième étape à Montalcino glanée par l'Australien Cadel Evans,, se plaçant à quatre reprises dans les dix premiers de l'étape dont une quatrième place lors de l'étape reine se terminant au Monte Zoncolan et neuf fois dans les vingt premiers.
Il est ensuite vingt-neuvième du Tour de France et meilleur italien au classement final, terminant troisième de la neuvième étape remportée par Sandy Casar, et échouant à la quatrième place lors de son échappée à la seizième étape glanée par un autre Français, Pierrick Fédrigo. Cunego finit sans victoire d'étape mais avec une cinquième place au classement du maillot à pois du meilleur grimpeur remporté par le Français Anthony Charteau.
Seizième des championnats d'Italie, vingt-cinquième de la Clasica San Sebastian et dix-neuvième du Tour de Vénétie, Cunego ne parvient pas à s'imposer. Cela se poursuit avec une cinquième place lors des Trois vallées varésines et une dixième place lors de la nouvelle course du Grand Prix cycliste de Québec, suivie d'une vingt-septième place au Grand Prix cycliste de Montréal remporté par le Néerlandais Robert Gesink. Cunego termine la saison sans victoire, une première depuis le début de sa carrière professionnelle, et décide de ne pas participer à la dernière course cycliste de l'année dont il est pourtant le spécialiste, le Tour de Lombardie.
Il termine à sa plus mauvaise place au classement mondial UCI depuis 2003, se classant cinquantième en octobre 2010, et n'obtient aucun succès en soixante-douze jours de course pour 12 563,80 kilomètres parcourus.

#### Nouvelles victoires en 2011

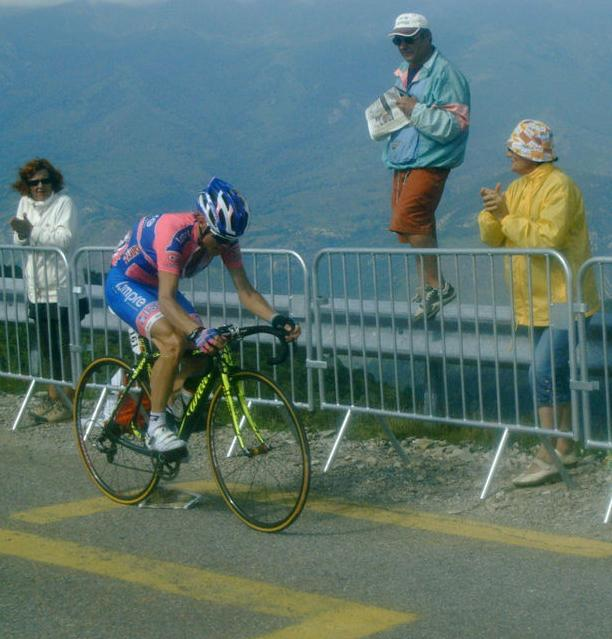
Cunego, ici au Tour de France, renoue avec le succès en 2011 avec trois victoires.

Après une saison 2010 vierge de victoire, Cunego aborde l'année 2011, pourtant approché en fin d'année 2010 par plusieurs formations professionnelles, dans l'équipe fusionnée Lampre-ISD. Il court en 2011 dans le but de gagner des courses d'un jour, des classiques dont les ardennaises, et vise des victoires d'étapes lors des grands tours. Il ne participe pas au Tour d'Italie cette année-là, Michele Scarponi y est le leader de la Lampre-ISD.
Cunego commence sa saison 2011 fin janvier par une dix-neuvième place lors du Tour de la province de Reggio de Calabre, une course de trois étapes que remporte son coéquipier Daniele Pietropolli. Il enchaîne en février par une vingt-sixième place au Trofeo Laigueglia puis est ensuite présent au Tour de Sardaigne, du 22 au 26 février, une course de cinq étapes. Il y déclare « Nous verrons en cours de route s'il y a possibilité de gagner le Tour de Sardaigne ». Il n'est pas leader de son équipe puisque Michele Scarponi prend aussi part à la course. La deuxième étape, la plus longue de ce Tour et considérée comme l'étape reine, compte presque vingt kilomètres d'ascension finale. Cunego y règle au sprint un groupe de onze coureurs pour s'imposer pour la première fois de sa carrière avant le mois de mars. Il met ainsi fin à dix-sept mois sans victoires (la dernière datant de septembre 2009 à l'occasion de la quatorzième étape du Tour d'Espagne). Il devance José Serpa et Emanuele Sella. Cette quarante-cinquième victoire de sa carrière au sommet du Monte Ortobene (col de première catégorie) lui permet de prendre la tête du classement général avec deux secondes d'avance sur Peter Sagan et dix-huit secondes d'avance sur Michele Scarponi, septième. Il perd sa première place le lendemain au profit de Peter Sagan, vainqueur d'étape, puis passe à la troisième place du classement général final le dernier jour, devancé par José Serpa. Damiano Cunego termine ensuite onzième de la Classica Sarda Sassari-Cagliari.
Au Strade Bianche le 5 mars, il se retrouve dans le groupe de tête dans les derniers kilomètres, pourtant idéalement placé lors d'une arrivée au sprint, il cède face à Philippe Gilbert qui remporte la course, Cunego terminant troisième derrière son ex-coéquipier Alessandro Ballan.
Présent du 9 au 15 mars au Tirreno-Adriatico, il termine le contre-la-montre par équipe de la première étape à la dixième place avec la Lampre-ISD, à trente-sept secondes du vainqueur Rabobank. Après deux étapes de sprint massif, lors de la quatrième étape, Cunego attaque avec Scarponi à moins de deux kilomètres de l'arrivée. Ce dernier s'impose alors que Cunego prend la deuxième place de l'étape, et la cinquième au général, à dix-neuf secondes du leader Robert Gesink. Le jour suivant, il termine troisième de l'étape, et prend la troisième place au général à trois secondes du leader Cadel Evans. Il est distancé à l'arrivée de l'avant-dernière étape par le vainqueur Cadel Evans, et recule au général avec une sixième place, terminant huitième au classement général final au contre-la-montre du 15 mars. Cunego renonce à la Semaine Coppi et Bartali qu'il avait remportée en 2009 devant Cadel Evans à cause d'une otite, il prend ensuite part au Tour du Pays basque où il finit sixième à la première étape mais perd tout espoir de victoire finale à la quatrième étape, terminant trentième ; il ne prend pas part à la cinquième étape.
Il signe la deuxième victoire de sa saison le 10 avril au Tour des Apennins en devançant au sprint final six coureurs, dont Emanuele Sella. Il prend ensuite part aux trois classiques ardennaises. Il est quinzième de l'Amstel Gold Race, pourtant au départ favori de l'épreuve avec Philippe Gilbert. Trois jours plus tard, il termine la Flèche wallonne à la soixante-et-unième place, puis finit seizième de Liège-Bastogne-Liège.

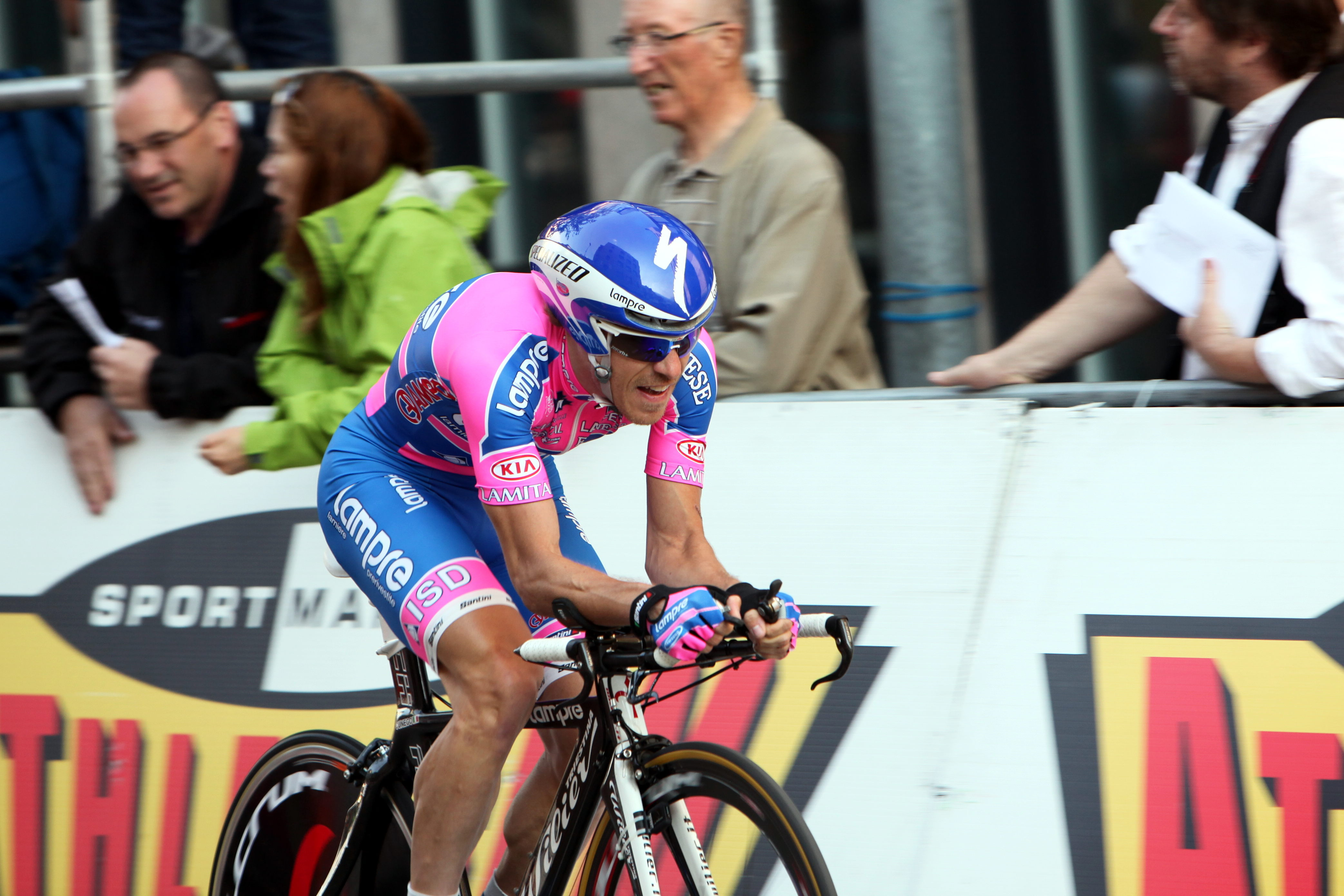
Damiano Cunego au prologue du Tour de Romandie 2011

Il est ensuite présent au Tour de Romandie. Il termine cinquième de la première étape, et remporte la deuxième étape au sprint final devant Cadel Evans et Alexandre Vinokourov, signant sa troisième victoire cette saison. Il est alors en deuxième position au classement général. Il termine seizième après le contre-la-montre de l'avant-dernière étape.
Comme prévu dans son programme, il ne prend pas part au Tour d'Italie. Il dispute le Tour de Suisse où il termine dix-septième de la première étape (contre-la-montre). Il finit ensuite deuxième des deux étapes suivantes, ce qui lui permet de revêtir le maillot jaune de leader (en grande partie grâce à son attaque dans la montée Grande-Scheidegg). Troisième de la sixième étape, il continue à prendre de l'avance sur ses principaux concurrents. Leader du classement général pendant six étapes, Cunego perd le maillot jaune lors du contre-la-montre de la neuvième étape. Il termine l'épreuve à la deuxième place, à seulement quatre secondes de l'Américain Levi Leipheimer.

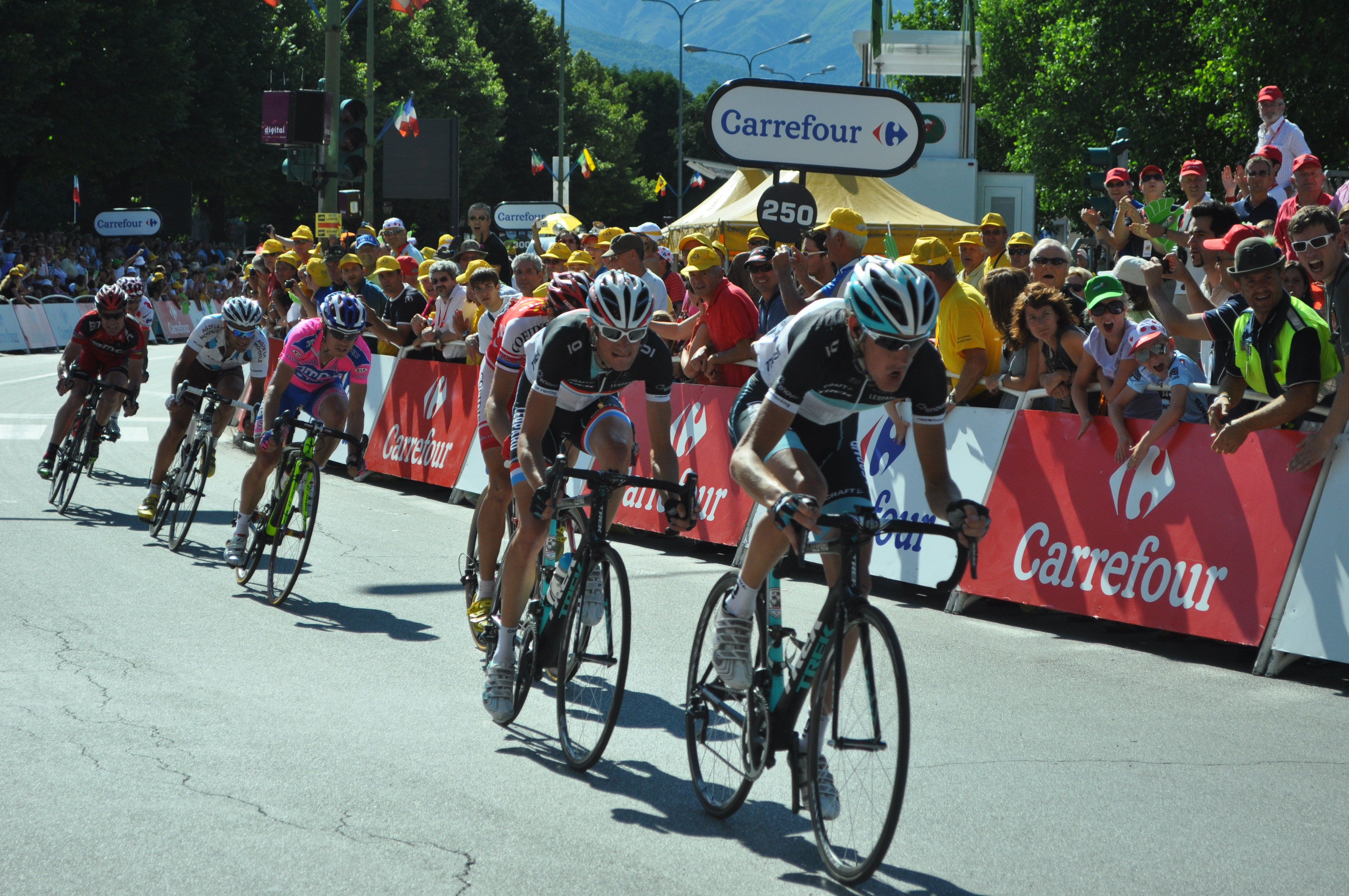
Damiano Cunego à la poursuite des frères Schleck lors de la dix-septième étape du Tour de France 2011.

Il est présent au Tour de France dans le but de gagner des étapes, et est un des favoris à la conquête du maillot à pois de meilleur grimpeur,, visant également une place dans les dix ou vingt premiers du classement final. 
Lors du premier jour de course il termine quinzième à six secondes du vainqueur Philippe Gilbert,,,. Le jour suivant, son équipe franchit la ligne d'arrivée à la dix-septième place, de ce fait Cunego retombe à la cinquante-deuxième place. Après une étape qui n'apporte pas de changement dans le classement général, la quatrième étape se terminant en montée à Mûr-de-Bretagne ne voit pas consacrer Cunego, pourtant dans les favoris du jour. Il se classe quatorzième et se positionne à la vingt-sixième place du classement général, à désormais une minute et douze secondes de Thor Hushovd. Il explique ce résultat par une chute lors du départ fictif de l'étape. Après la première semaine de course, il est, grâce à un positionnement lui ayant permis de terminer dans le même temps que le vainqueur à chaque étape de sprint massif, dix-neuvième du classement général,,. Le lendemain, Cunego se retrouve dans le groupe de tête réduit à vingt coureurs dans le dernier kilomètre, il déclenche alors une attaque à quatre-cent mètres de l'arrivée sans pour autant décrocher les leaders, il termine l'étape à la septième place à quinze secondes du vainqueur Rui Costa et se positionne à la quinzième place du classement général toujours dominé par le norvégien. Dixième de la neuvième étape, il prend la douzième place du général désormais dirigé par le Français Thomas Voeckler, déclarant : « Je suis satisfait parce que je n’ai pas perdu de temps et, avant tout, nous avons échappé aux chutes, moi et mes équipiers. »
Il est présent dans le groupe des favoris lors de la douzième étape et termine à la septième place du classement de l'étape devant Alberto Contador, il se positionne de ce fait sixième du classement général, c'est sa meilleure place acquise au général dans le Tour de France en quatre participations. Il cède cette place lors de la quatorzième étape en reculant de deux rangs,, déclarant à l'issue de l'arrivée : « J’ai essayé de tenir le choc, sans aller chercher moi-même les coureurs qui avaient accéléré. Mais à cinq bornes du sommet, j’ai senti que je devais plutôt finir l’ascension à mon propre rythme. Ça m’a permis de gérer mon effort et de limiter l’écart avec les autres ».
Après la quinzième étape où les favoris se neutralisent, Cunego prend la vingt-troisième place à l'arrivée dans la ville de Gap et reste huitième au général.
Il devient septième du classement général à l'issue de l'arrivée à Pignerol en prenant la place jusqu'alors occupée par un autre italien, Ivan Basso, puis améliore son meilleur classement au général en atteignant la cinquième place à l'issue de l'étape suivante se terminant au Galibier,. Il conserve son classement le lendemain en terminant septième en haut de l'Alpe d'Huez, comptant trois minutes et trente-et-une secondes de retard sur le maillot jaune Andy Schleck à deux jours de l'arrivée finale. Néanmoins, il perd sa cinquième place lors du contre-la-montre de l'avant-dernière étape en ralliant l'arrivée à la trente-et-unième place, terminant le Tour de France à la septième place du classement général, ce qui reste son meilleur résultat sur la grande boucle. Il déclare après l'arrivée aux Champs-Élysées : « Nous venons de terminer un Tour de France qui m'a apporté une pleine satisfaction. Je veux partager avec mes coéquipiers la sensation du devoir accompli et du travail bien fait. Nous nous sommes efforcés chaque jour de faire de notre mieux pour concurrencer les meilleurs coureurs du Tour de France ». Il termine meilleur Italien classé du Tour de France, en devançant Ivan Basso d'une place. Il est reclassé sixième après le déclassement d'Alberto Contador en février 2012.
Six jours après la fin du Tour de France, Cunego participe à la Classique de Saint-Sébastien, en tant que leader de l'équipe Lampre-ISD, et termine à la quarante-cinquième place.
Après cette course, il décide de renoncer aux Championnats du monde se tenant à Copenhague : « Le prochain mondial n'est pas pour moi qui suis un grimpeur. Il est davantage fait pour les sprinteurs ».
Son programme de fin d'année est axé sur les courses d'un jour en Italie ainsi que sur les Grand Prix cycliste de Québec et de Montréal. Il ne participe pas de ce fait au Tour d'Espagne. En août, il prend part aux Trois vallées varésines qu'il termine à la cinquante-deuxième place, puis arrive à la quarante-et-unième place du Grand Prix de l'industrie, du commerce et de l'artisanat de Carnago, et conclut sa tournée aoutienne par une soixante-et-unième place lors du Grand Prix de Plouay. Alors qu'il devait partir au Canada disputer des courses, il renonce à cause d'une infection d'origine bactérienne. Il reprend la compétition en octobre lors du Tour de Pékin qu'il termine à la quarante-quatrième place, puis prend part au Tour de Lombardie qu'il a remporté à trois reprises. Pris dans un groupe de poursuivants, il ne parvient pas à revenir sur la tête de la course et termine à la vingt-septième place. Il conclut sa saison par une dernière place d'honneur à la Japan Cup où il se classe quatrième.
Il finit classé à la dix-neuvième place du classement UCI World Tour après soixante-quatorze jours de course.

#### Saison en deçà de ses attentes en 2012
Damiano Cunego entame sa onzième année professionnelle au sein de la Lampre-ISD, équipe où il est coureur depuis huit ans. Son programme principal diffère de celui de 2011, il participe surtout aux classiques ardennaises et au Tour d'Italie. Damiano Cunego a également décidé de ne pas prendre part aux Jeux olympiques de Londres mais court les Championnats du monde.
Il reprend la saison en février lors du Tour de la province de Reggio de Calabre, et termine deuxième du Grand Prix de Lugano quelques jours plus tard, devancé par l'Italien Eros Capecchi, avant de se classer quarante-troisième de la classique Milan-San Remo.
En mars il termine treizième de Paris-Nice, puis prend part au Tour de Catalogne pour la première fois de sa carrière quelques jours plus tard ; troisième de la dernière étape, il se classe sixième au général.
Cunego entame ensuite sa troisième course par étapes en l'espace d'un mois et termine quatrième du Tour du Pays basque à quarante-sept secondes du vainqueur Samuel Sánchez, il démontre des qualités au contre-la-montre bien supérieures à son habitude en se classant cinquième de la dernière étape, un contre-la-montre de 18,9 kilomètres. Cette performance lui permet de prendre la onzième place du classement UCI World Tour.
Il commence sa campagne des classiques ardennaises par l'Amstel Gold Race, présent dans les premiers avant la dernière difficulté, il démarre une attaque mais chute peu après avec le coureur Nordhaug, il terminera trente-et-unième. Privilégiant ensuite le Tour du Trentin à la Flèche wallonne, il remporte la deuxième étape et empoche sa première victoire de l'année en devançant Carlos Betancur et Roman Kreuziger. Le jour suivant voit Cunego prendre la troisième place de l'étape, ce qui lui permet de se placer en deuxième position au classement général, deuxième place qu'il conservera à l'issue de la dernière étape où il se classera cinquième.
Il ne brillera pas à la dernière classique ardennaise, trente-cinquième de Liège-Bastogne-Liège.
En mai, il est présent lors du Tour d'Italie où il épaule son coéquipier et tenant du titre Michele Scarponi. En retrait sur les deux premières semaines où il perd du temps sur les contre-la-montre et n'est pas acteur sur les finals difficiles, il aborde la haute montagne à 1 minute 37 du maillot rose Joaquim Rodríguez. Lors de la première étape de montagne qui mène à Breuil-Cervinia, Cunego passe à l'attaque dans le Col de Joux en compagnie de José Rujano. S'il peine à suivre le Vénézuélien dans la montée, il réalise une belle descente sous la pluie et prend une minute au peloton avant d'être repris et distancé lors de la longue ascension finale. Le lendemain, l'Italien repart à l'attaque dans la descente du Valico di Valcava à 80 kilomètres de l'arrivée. Dans un groupe composé notamment de son équipier Diego Ulissi, il parvient à faire un écart et est virtuel maillot rose au sommet de l'avant dernière difficulté du jour. Cependant, l'entente n'est pas optimale dans la vallée, Cunego ne trouvant que peu de soutien, et l'avance de 3 minutes fond à 1 minute au pied de la montée finale vers Pian dei Resinelli. Pas assez fort, il est distancé par ses compagnons avant d'être repris par les leaders du général à 2 kilomètres de l'arrivée et perd encore du temps au classement. Plus gestionnaire dans les étapes suivantes, il parvient à remonter à la 10eme place du classement au matin de la 20e étape. Dans celle-ci, Cunego repart à l'attaque dans la descente du Col du Mortirolo en compagnie de Thomas De Gendt, 8eme du classement général, et Mikel Nieve. Avec l'aide d'équipiers et en profitant d'une tergiversation du groupe des favoris, le trio aborde la montée finale du col du Stelvio avec 3 minutes 45 sur le peloton, ce qui replace Cunego à 50 secondes du podium virtuel. Bien qu'il n'ait pas roulé dans la vallée, il ne peut suivre De Gendt lorsque le Belge attaque à 13 kilomètres de l'arrivée. Il parvient tout de même à faire une belle ascension pour terminer deuxième de l'étape et se replacer à la 6eme place du classement général, place qu'il conserve lors du contre-la-montre final. Cunego retrouve ainsi le top 10 sur son tour national, place qu'il n'avait plus connu depuis le Tour d'Italie 2007. Il atteint de ce fait la neuvième place de l'UCI World Tour.
Le mois suivant il court pour la cinquième fois en six années le Tour de Suisse, il se classe cinquante-deuxième.
Après n'avoir couru que deux jours de course (Grand Prix Nobili Rubinetterie et Classique de Saint-Sébastien) lors des deux derniers mois, il se lance dans le Tour d'Espagne, qui se solde par une trente-troisième place au classement final. Il conclut ensuite sa saison par des classiques italiennes, finissant notamment treizième du Tour de Lombardie et quinzième du Tour d'Émilie.
Il se classe vingt-et-unième du classement UCI et n'obtient qu'une seule victoire pour quatre-vingt-quinze jours de course.

#### 2013
Damiano Cunego reprend la saison début février par des classiques espagnoles puis italiennes où il finit notamment seizième des Strade Bianche.
En mars il prend part au Tirreno-Adriatico, se classe trente-deuxième et remporte le classement de la montagne.
Il court ensuite la Semaine internationale Coppi et Bartali, où il remporte la troisième étape en réglant au sprint ses adversaires lors d'une arrivée au sommet. Il renoue avec le succès puisqu'il n'avait plus gagné depuis le mois d'avril 2012 et le Tour du Trentin. Il termine à la deuxième place du classement final derrière son coéquipier Diego Ulissi.
Malgré des objectifs dans les classiques ardennaises, il ne parvient pas à terminer parmi les vingt premiers de chacune des trois courses, il prend part en juillet au Tour de France et se classe cinquante-cinquième. Il conclut l'année cycliste par des classiques mais ne se classe jamais dans les quinze premiers, mis à part sa dernière course, la Japan Cup où il finit deuxième.

#### 2015
Cunego s'engage pour 2015 dans l'équipe Nippo-Vini Fantini, qui n'est pas membre du World Tour. En parallèle de cet engagement, l'Italien commence une formation au métier de directeur sportif. Avec son équipe, il participe au Tour d'Italie. Alors 21e du classement général, il subit une chute lors de la dix-huitième étape. Atteint d'une fracture de la clavicule droite et de contusions du même côté, il doit abandonner.

#### 2016
Cunego termine 3e de la deuxième étape du Tour du Trentin. Attaquant dans le Tour d'Italie, il porte pendant 13 jours le maillot de leader du classement de la montagne avant d'en être dépossédé par Mikel Nieve à l'occasion de la 20e étape où il ne parvient pas à prendre l'échappée.

#### 2017
En janvier, lors du Tour de San Juan, une chute lui entraîne une fracture de la clavicule gauche. Au mois de juillet, il s'aligne sur le Tour du lac Qinghai, épreuve sur laquelle il s'était révélé en 2003, et remporte l'étape reine, qui s'achevait à 4 120 mètres d'altitude.

## Style, position dans le peloton et dopage

### Style

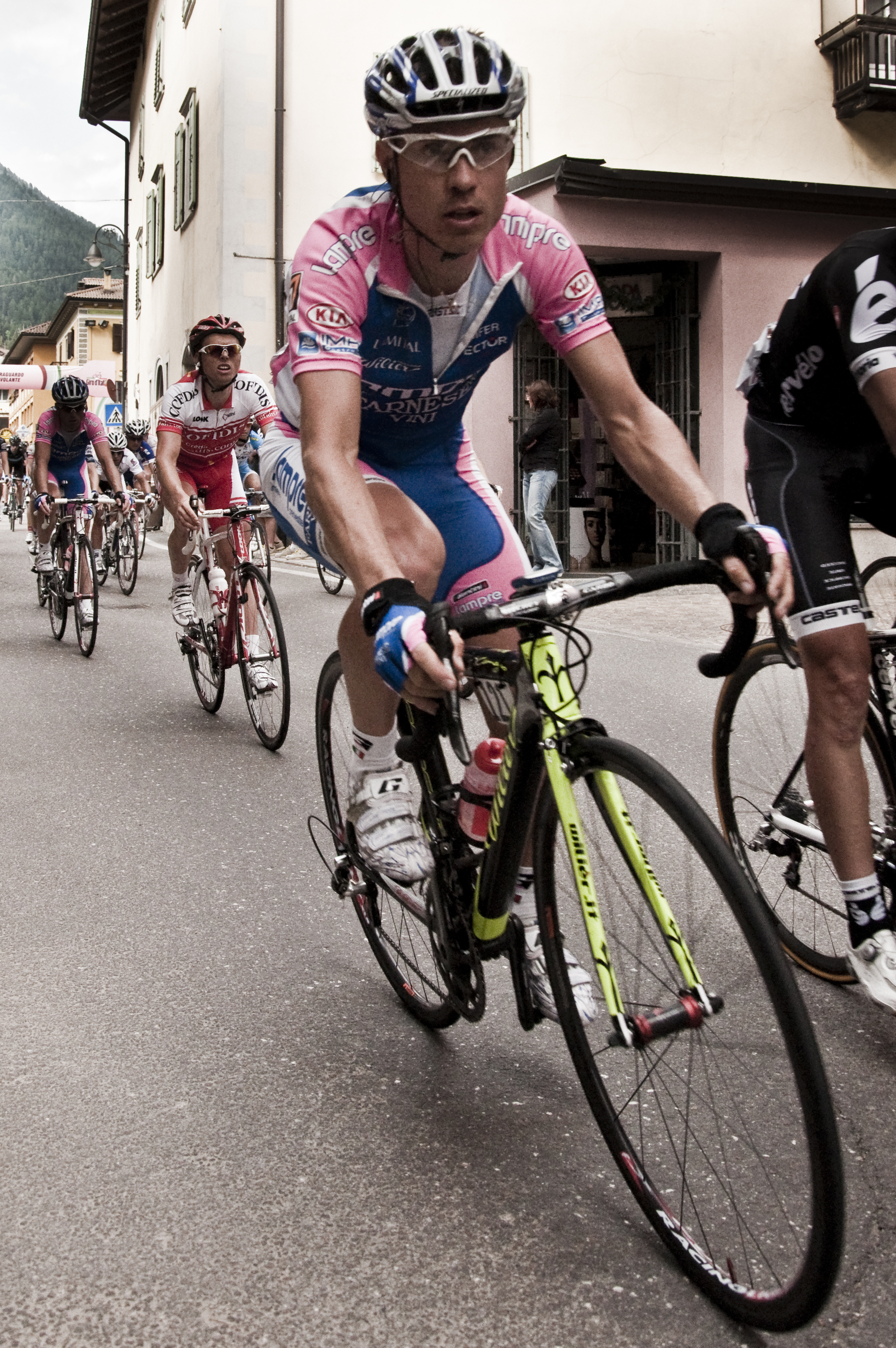
Damiano Cunego au Tour d'Italie 2010.

Cunego est un "grimpeur-puncheur" doté d'un petit gabarit (1,69 m pour 58 kilos) au tempérament offensif, à son aise dans les forts pourcentages et doté d'une grande force explosive qui lui permet de placer de violentes accélérations en montée mais aussi de s'imposer au sprint lors d'arrivées en petit groupe, il est capable de lâcher irrémédiablement ses adversaires, comme lors de la huitième étape du Tour d'Espagne 2009[réf. nécessaire].
Ce profil explosif en fait, au fil des années, un coureur finalement plus à son aise dans les grandes classiques au relief difficile, dans les courses par étapes courtes et les courses en circuit que dans les courses de trois semaines. Cependant il reste capable de performances ponctuelles sur les grands tours, comme en témoignent ses deux victoires d'étapes en montagne sur le Tour d'Espagne 2009[réf. nécessaire], ainsi que sa sixième place au Tour de France 2011.
Cunego possède des défauts majeurs en tant que rouleur, comme son petit gabarit qui le rend moins résistant face au vent, faisant de lui un coureur médiocre au contre-la-montre, même s'il s'est depuis amélioré dans ce domaine, on peut noter des pertes de place dans ce compartiment, Cunego perdant plus de deux minutes face à Levi Leipheimer au Tour de Suisse 2011 dans la dernière étape et de ce fait le maillot jaune, ainsi qu'au Tour de France 2011 où, cinquième du classement général, il recule d'un rang après le contre-la-montre dans la ville de Grenoble, c'est d'ailleurs également pour cette raison qu'il ne gagne plus de courses de trois semaines, malgré une bonne qualité de récupération puisqu'il est souvent présent dans la dernière semaine des grands tours où il participe.
Néanmoins, si ses performances lors des courses de trois semaines sont moins bonnes, Cunego a acquis une qualité de "baroudeur", assez résistant et endurant, lui permettant de s'imposer après de longues échappées, comme sa victoire lors de la quatorzième étape du Tour d'Espagne 2009[réf. nécessaire].
Damiano Cunego n'est pas à son aise sur les pavés, il ne participe d'ailleurs quasiment jamais aux courses pavées, on ne relève aucune apparition au Tour des Flandres, ni aucune dans les autres classiques flandriennes à Paris-Roubaix, et à Gand-Wevelgem. Dès que les courses empruntent les secteurs pavés, Cunego a du mal à s'en sortir, en témoigne la troisième étape du Tour de France 2010, où il termine à la cent quatre-vingt-sixième place, dix-sept minutes derrière le vainqueur Thor Hushovd.
Il se distingue également par son esprit offensif et son sens tactique, dans la continuité d'un Paolo Bettini, plusieurs médias font d'ailleurs de Cunego son digne successeur sur les classiques, Ses victoires sont bâties sur sa capacité à être à la fois parmi les meilleurs puncheurs et parmi les meilleurs sprinteurs, ce qui lui permet de devancer à l'arrivée les adversaires qu'il n'a pas distancés pendant la course.
Cunego n'est néanmoins pas un coureur de début d'année comme l'était Paolo Bettini, il prend part à ses premières courses professionnelles dans l'année en février à l'occasion des semi-classiques italiennes ou des courses à étapes comme Paris-Nice ou le Tirreno-Adriatico.
Il reste tout de même l'un des meilleurs coureurs cyclistes de fin de saison voire le meilleur avec Philippe Gilbert, il s'est imposé à trois reprises en cinq participations à la dernière course dite classique de l'année à savoir le Tour de Lombardie, s'est également classé deuxième aux Championnats du monde et a remporté dix de ses succès dans le dernier mois de la saison.
Il a aussi montré à plusieurs reprises son sens de la tactique, d'abord au début de sa carrière cantonné à un rôle d'équipier il se révèle au Tour d'Italie 2004 où, alors qu'il ne devait qu'aider Gilberto Simoni à la victoire, il s'en va seul en haute-montagne pour lâcher son leader et prendre la première place du classement général.
Après 2004 et sa victoire finale au Giro, Cunego devenu leader, a su gérer son statut face à ses adversaires, vainqueur du Tour de Lombardie 2004, il a remporté les éditions 2007 et 2008, en maitrisant la course, après avoir placé un coureur en échappée, la formation Lampre roule jusqu'à l'attaque de Cunego suivi par Samuel Sánchez, ce premier s'imposera grâce à son sens de la tactique et de la surprise, en attaquant sur du plat dans les derniers kilomètres.
Dans l'Amstel Gold Race 2008, après s'être retrouvé dans un groupe de dix coureurs dans la dernière ascension, Cunego contre tout d'abord Fränk Schleck avant de le devancer après une attaque pour s'imposer en haut du Cauberg, il démontre des capacités lui permettant de contrer ses concurrents puis de les attaquer.
Lors de la Flèche wallonne 2008, n'ayant plus de coéquipiers, il suit les favoris du groupe de tête dans la montée finale, alors qu'il est lâché à deux cents mètres de l'arrivée, il parvient à remonter ses adversaires pour terminer troisième de la course.
Il réagira face aux propos faisant de lui un chasseur de classiques : « Je sais, contrairement à ce que certains ont pu dire, que je suis un coureur de courses à étapes et pas seulement de classiques ».
Alors qu'il n'avait plus été classé parmi les dix premiers du classement final lors d'un grand tour depuis 2007, Cunego réalise une sixième place finale lors du Tour de France 2011, démontrant des qualités de coureur de courses de trois semaines, ainsi qu'une qualité de récupération, puisque huitième avant la dernière semaine de course, Cunego atteindra jusqu'à la cinquième place du Tour avant de reculer à la suite du contre-la-montre de Grenoble, terminant sixième du grand tour réputé le plus difficile au niveau de la concurrence. Cette performance étant suivie par une sixième place au Tour d'Italie l'année suivante. Son manager dit de lui : « Il semble avoir retrouvé les sensations propres aux grands tours. Des caractéristiques montrant qu’il est un coureur complet, pouvant être compétitif sur une course aussi dure que le Tour de France ».
Au niveau physique, Damiano Cunego est décrit comme très différent de Marco Pantani ou de Gilberto Simoni, ses jambes musculeuses le font souvent passer pour un sprinteur. Pour Claudio Corti, sa physiologie diffère de la plupart des coureurs de course à étapes italiens, sur le vélo, Cunego possède un pédalage énergique et souple, comme Lance Armstrong ou Pantani. Cunego est physiquement doué pour le cyclisme, il possède un taux d’hématocrite de cinquante-deux pour cent (52 %) pour des raisons génétiques, et est capable de produire en course quatre-cent-vingt (420) watts de puissance maximale. Il pédale à fréquence de cent-dix (110) tours par minute contre quatre-vingt-dix (90) avant 2007.
Il est surnommé « Il piccolo principe » signifiant le Petit prince, par ses supporters en raison de sa petite taille, et de ses cheveux blonds en référence au livre Le petit prince écrit par Antoine de Saint-Exupéry.
Damiano Cunego, plus intéressé par le cyclisme sur route, a néanmoins pris part à quelques courses sur piste, sans grands résultats, en 2004 il fait ses premiers pas sur piste et remporte le Criterium degli Assi ainsi que le Memorial Casartelli, deux épreuves dites de scratch. Il n'a depuis ces victoires plus remporté de course sur piste.

### Cunego dans le peloton
Damiano Cunego est reconnu comme un sportif naturellement doué, après seulement trois ans de pratique de course à pied il est médaillé lors des Championnats d'Italie. C'est ensuite qu'il se mettra au cyclisme en 1997 très tardivement, pourtant il va vite obtenir de nombreux succès, vingt en tout en catégorie amateur en l'espace de seulement cinq ans, avant de signer son premier contrat professionnel.
Devenu cycliste professionnel, il montre là aussi un apprentissage très rapide, il gagne ses premières victoires seulement quelques semaines après avoir obtenu son contrat, et, alors que la plupart des coureurs passés professionnels depuis peu ont un but d'équipier, Cunego va devenir leader de son équipe en 2004 en remportant un grand tour très jeune, fait très rare en cyclisme.
Il démontre ensuite une certaine régularité, puisque depuis 2004 il est toujours considéré comme le leader de son équipe, à partir de 2004 dans l'équipe Saeco et l'année d'avant à Lampre-Caffita, en changeant de profil, se tournant au fil des saisons plus vers les courses d'un jour dites classiques que les grands tours.
Timide, réservé et introverti, Cunego se fait plus remarquer par ses résultats en course qu'en dehors.
Cunego est un coureur cycliste qui a pris sa carrière professionnelle très au sérieux dès son entrée à la Saeco-Longoni Sport, « Il est préparé pour progresser tranquillement, il a une mentalité sérieuse, ne sort pas le soir. Il est passionné par le cyclisme ». dit de lui Claudio Corti qui l'a connu très jeune.
Damiano Cunego vivait encore chez ses parents lorsqu'il a remporté le Giro 2004.

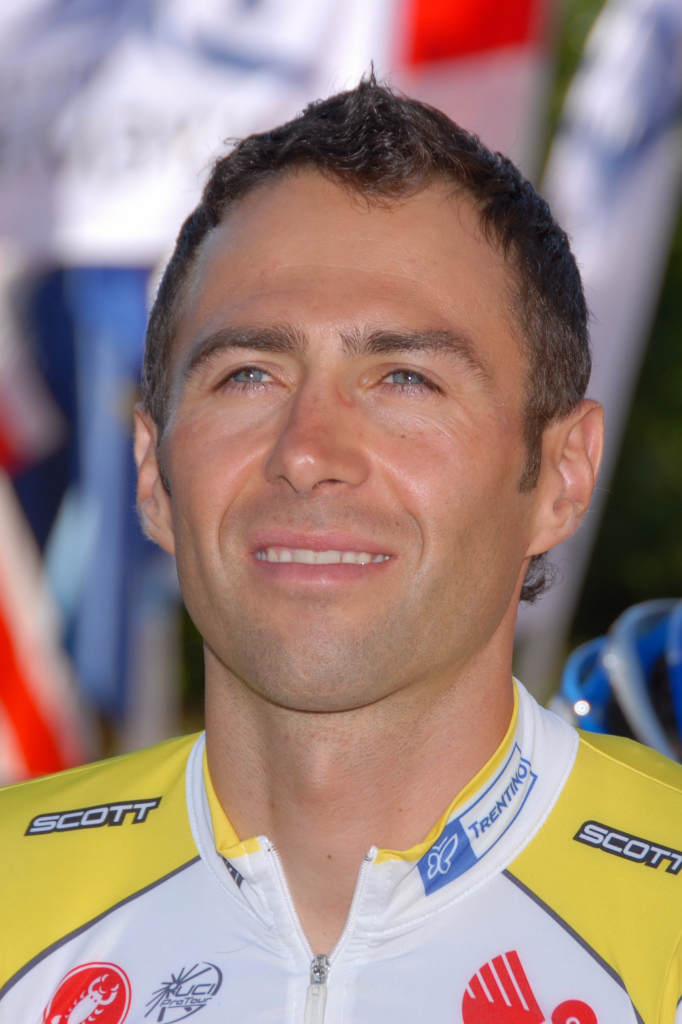
Depuis 2004 et sa victoire lors du Tour d'Italie, une très forte rivalité s'est imposée entre Cunego et Gilberto Simoni (sur la photo).

Resté durant toute sa carrière à la Lampre (issue de la fusion avec Saeco), il n'entretient pas de relation particulière avec les autres coureurs au sein de peloton, mais en a pour certaines personnes de son équipe qui l'ont suivi durant sa carrière, parmi eux Claudio Corti qui lui a fait signer son contrat professionnel en 2002, Giuseppe Saronni qui fut son mentor à la Lampre pendant sept années et Giuseppe Martinelli qui l'a découvert durant des courses cyclistes amateurs dès 1997 et qui l'a dirigé dans l'équipe Saeco pendant trois ans.
Le premier voit en lui son grand potentiel mais également sa simplicité de comportement dans la vie « Un petit village, un garçon simple, une famille très simple », famille que Corti a rencontré à plusieurs reprises.
Giuseppe Saronni, le deuxième, a été le manager de l'équipe Lampre jusqu'en 2011 et a bien connu Cunego, les deux personnes, devenues amis, s'entendent bien, c'est d'ailleurs Saronni qui convainc après une saison vierge en 2010 Cunego de rester à la Lampre-Farnese Vini, famille que Corti a rencontré à plusieurs reprises, ce dernier écoutera ses conseils et signera un contrat de deux années supplémentaires.
Le dernier des trois hommes, Giuseppe Martinelli, est celui qui le connaît depuis le plus longtemps, à savoir 1997. Mentor durant trois ans de Cunego, il lui apprendra à gérer son calendrier.
Sous la direction de Martinelli pendant trois ans, Cunego n'obtiendra néanmoins pas sa confiance lors du Tour d'Italie 2005, Martinelli faisant du rival de Cunego Gilberto Simoni le leader de Saeco durant le Giro, Cunego déclarant à son tour : « Nous sommes censés être sur un pied d’égalité dans l’équipe. Mais on peut dire qu’ils croient plus en lui qu’en moi ».
Les deux hommes se quittent en 2005 à l'occasion de la signature de Cunego à la Lampre-Caffita, après sept ans de collaboration, Martinelli et Cunego restent proches.
Modeste dans la victoire, Cunego a réussi dans le cyclisme professionnel grâce à son sérieux et à son travail au sein des deux équipes Saeco et Lampre où il a couru, des qualités qu'il a apprises au sein de l'équipe Saeco avec Claudio Corti, une autre de ses particularités fut sa maturité acquise au début de sa carrière, après ses premières victoires dès sa première année professionnelle, il remporte le Tour d'Italie en 2004 et décide de ne pas prendre part au Tour de France la même année pour continuer sur son entraînement prévu depuis le début d'année par son manager.
Au sein du peloton, Cunego, au tempérament simple, ne s'est pas fait d'ennemi dans les autres coureurs cyclistes, mais c'est dans sa propre équipe de 2002 à 2004 qu'il va connaître sa plus grande rivalité sportive et humaine, en s'opposant à Gilberto Simoni au Tour d'Italie 2004, ce premier, équipier au début de la course du leader déclaré Simoni, va remporter le Giro en devançant de deux places Simoni, ce dernier le qualifiant de « traitre » et déclarant à propos de Cunego après la dix-huitième étape : « Tu es un bâtard, tu es vraiment stupide ». Cunego, lui, ne voit qu'une rivalité sportive : « Nous n'avons pas parlé particulièrement, je pense que nous avons de bonnes relations et j'espère que cela durera encore ».
Les deux coureurs partent à la fin d'une année 2005 compliquée (encore ensemble lors du Giro, Simoni termine cette fois-ci deuxième pendant que Cunego, handicapé, finit dix-huitième) chacun de leur côté, Cunego reste à la Lampre-Fondital et Simoni la quitte pour l'équipe Saunier Duval-Prodir. Les deux coureurs se retrouvent néanmoins en 2010, Gilberto Simoni revient à la Lampre-Farnese Vini l'espace de quelques mois pour y effectuer son dernier Giro, Cunego prend lui aussi part au Tour d'Italie.
Une très forte rivalité entre les deux hommes existe encore, les médias rapprochent même cette rivalité entre les coureurs des duels italiens entre Coppi-Bartali, Adorni-Gimondi, Moser-Saronni ou encore Bugno-Chiappucci et appellent ces deux coureurs les « frères ennemis ».
En 2004, son manager Corti mise pour Cunego un avenir dans les classiques : « Il se fatigue peu sur la longueur, et peut battre ses adversaires à l'arrivée comme à Larciano : il pourrait réussir dans les classiques », en ajoutant « Pour l'instant les classiques ne l'intéressent pas. Mais l'an prochain, on commencera à lui faire découvrir ». Il ne se trompera pas, puisque Damiano Cunego s'est depuis 2004 concentré sur les classiques et a obtenu ses meilleurs succès dans les courses d'un jour en remportant par trois fois le Tour de Lombardie ainsi que l'Amstel Gold Race. Cunego déclare en 2013 qu'il rêve de s'imposer sur Liège-Bastogne-Liège.
Face au dopage, jamais contrôlé positif, il s'est plaint des mesures prises par l'UCI dans les contrôles anti-dopages : « J'ai simplement dit que ce n'était pas une bonne chose de faire des contrôles si tard alors que nous sommes disponibles tout l'après-midi ».
En Italie, Damiano Cunego est très populaire dès ses premiers pas professionnels, la plupart des médias voyant en lui le digne successeur d'un Marco Pantani Paolo Bettini ou encore de Giuseppe Saronni , il refusera néanmoins d'être comparé à ce premier : « C'était pesant à la longue. Pantani c'est Pantani. Sincèrement, je ne me suis jamais considéré comme quelqu'un devant marcher dans ses traces. Mon but était de faire ma propre carrière ».
Néanmoins après un début de carrière marqué par sa victoire au Tour d'Italie 2004, Cunego a, au fil des années, perdu ces comparaisons hyperboliques dû à un manque de résultats en grands tours.

### Cunego et le dopage
Jamais contrôlé positif, Damiano Cunego a, comme certains des coureurs cyclistes professionnels, été suspecté de dopage dans sa carrière.
En 2008, alors qu'il n'avait connu aucun problème face au dopage jusqu’à cette année, Cunego a risqué de trois à douze mois de suspension mais n'a finalement pas été interdit de course après être arrivé en retard de quinze minutes à son hôtel. Dans la soirée du 2 février 2008, des membres du comité olympique italien s'étaient présentés lors d'un stage de la Lampre, Cunego lui avait quitté l'hôtel en début de soirée et n'y était revenu que quinze minutes après l'arrivée des contrôleurs, l'italien y déclarant : « Concernant cette suspension, je pense que c'est complètement absurde car j'ai correctement communiqué à l'UCI et à l'AMA mes déplacements ».

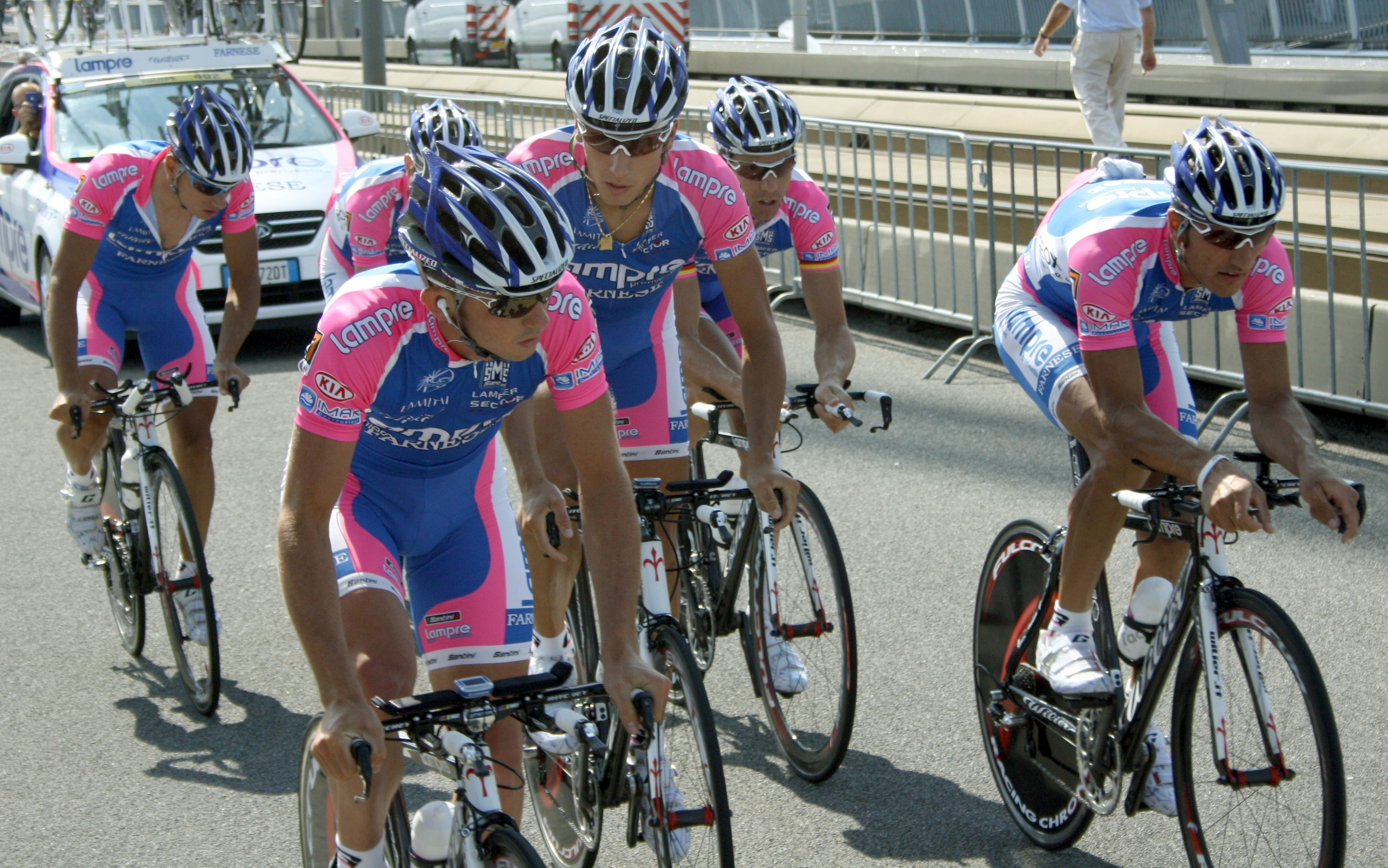
Cunego et la Lampre sont impliqués dans l'affaire Mantoue en 2010.

En 2010, son nom est associé à une affaire de dopage, surnommée "l'affaire de Mantoue" ou encore Via Col Doping (« autant en emporte le dopage ») commencée en 2008 sur les révélations du coureur Emanuele Sella dans La Gazzetta dello Sport, impliquant principalement un pharmacien d'un petit village de six cents habitants nommé Guido Nigrelli agissant également dans le milieu équestre, ami depuis trente ans de Giuseppe Saronni qui était à l'époque manager général de la Lampre, ce dernier serait soupçonné d'avoir acheté des produits dopants à Nigrelli, le pharmacien, dans une interview accordée à la Gazzetta dello Sport, confirme « avoir accueilli des coureurs de la Lampre afin d’effectuer des tests, tout ce qu’il y a de plus classique, comme les tests de seuil. Et toujours bénévolement. Dans un rapport d’amitié ». Nigrelli affirme néanmoins « ne pas connaître Cunego ».
La liste des individus suspectés comprend trente-cinq personnes ramenées à trente-deux en avril 2011 dont vingt-et-un coureurs, quasiment tous ayant couru à la Lampre dans leur carrière, dont Alessandro Ballan, Mirco Lorenzetto, Pietro Caucchioli, les frères Manuele et Massimiliano Mori, Emanuele Bindi, Francesco Gavazzi, Daniele Pietropolli, Mauro Santambrogio, Simone Ponzi, Lorenzo Bernucci et sa sœur Valentina Borgioli coureuse féminine, Marzio Bruseghin, l'ancien cycliste Stefano Cavallari retraité depuis 2008, Sebastian Gilmozi, Paolo Pezzini, Mariano Piccoli (également retraité chez qui on a retrouvé après une perquisition en 2010 des hormones féminines, des hormones de croissance et de l'actovegin), ou encore Mauro Da Dalto. Le seul cycliste suspect n'ayant pas couru à la Lampre est le danois Michael Rasmussen (aussi suspecté en 2007 puis évincé par son équipe alors qu'il était maillot jaune du Tour de France). Des membres du staff de l'équipe, dont l'ex-manager général de la Lampre Giuseppe Saronni qui a démissionné à la suite de ces accusations, les directeurs sportifs Maurizio Piovani et Fabrizio Bontempi et même les médecins Carlo Guardascione et Andrea Andreazzoli, sont également sur cette liste.
Après quatre ans d'enquête, plusieurs perquisitions dans les domiciles de coureurs chez Alessandro Petacchi et Lorenzo Bernucci, les policiers ont notamment trouvé dans le domicile du dernier de l'albumine (utilisé pour abaisser le taux d'hématocrite) et de la sibutramine (stimulant), une suspension de cinq ans a été prononcé à son encontre, l'affaire de Mantoue se termine en avril 2011, les résultats et l'annonce du Procureur de la République Antonino Condorelli sont attendus.
Cunego a réagi à propos de cette affaire de dopage : « J'ai appelé chez moi, je n'ai rien reçu. Personnellement, je n'ai jamais vu Guido Nigrelli. Je le connais seulement par ouï-dire. L'équipe va régulièrement dans sa pharmacie pour acheter des médicaments régulièrement déclarés. Gelati, au contraire, m'a suivi durant une brève période comme préparateur, il me donnait mon tableau de marche et me faisait passer des tests chez moi, à Cerro. Puis j'ai préféré me gérer seul. Je sais comment m'entraîner et les programmes sont plus ou moins toujours les mêmes ».
Il est convoqué ainsi que les autres personnes suspectées dans l'affaire de Mantoue devant le Comité national olympique italien le 7 septembre 2011.
En 2011, le journal Le Monde publie un article le 5 juillet 2011 d'après les expériences d'Antoine Vayer, ancien entraîneur de l'équipe Festina, et expert de l'étude de la performance. Cet article relate les observations de Vayer sur les temps de passage des coureurs professionnels dans les courses préparant le Tour de France. Antoine Vayer met en place trois seuils de performance : « L'entraînement et la diététique ont des limites. J'ai témoigné, expertisé et fixé dans des articles trois seuils. Le premier est celui du dopage avéré de la performance. Il est situé à 410 watts de puissance pour un coureur "étalon" de 70 kilos lors du col terminal d'une étape de montagne d'un grand tour. Le seuil n° 2, c'est le dopage miraculeux à partir de 430 watts. Le seuil n° 3 s'applique aux "mutants" ».
Damiano Cunego est classé dans la catégorie des coureurs atteignant le seuil numéro trois, élément fondé à partir de la troisième étape du Tour de Suisse : « Cunego, sur le Tour de Suisse, a monté le col Grosse Scheidegg en 48 min 33 s en développant 390 watts de moyenne et a accéléré sur sa fin pendant 17 min 20 s (en pente de 5,5 km à 9,2 %) tout en développant 421 watts »,.
Pour l'expert, la performance de Cunego est considérée comme "inhumaine" et nécessiterait un "dopage miraculeux".
Malgré ces accusations, Damiano Cunego a toujours nié s'être dopé et a même voulu promouvoir un cyclisme propre, déclarant :
« Je n’ai jamais été tenté de me doper. Mon sens de la famille est trop fort. Adolescent, je n’ai jamais eu d’argent de poche comme un garçon ordinaire. Si j’avais besoin d’un peu d’argent, je devais le gagner. Quand tu grandis comme ça, tu ne penses vraiment pas à chercher une autre forme d’aide ».
Cunego défend le cyclisme sans dopage par le projet "I'm doping free" consistant à promouvoir un sport propre, à cette occasion il arbore un tatouage autocollant où est marqué ce propos.
À propos du dopage, il s'est opposé à cette pratique et est pour la radiation à vie d'un coureur contrôlé positif, dans sa déclaration du 6 octobre 2010 : « Donner une seconde chance pouvait être juste il y a quelques années. Aujourd'hui nous aurions besoin de tracer une ligne claire et être moins tolérant. Qui faute est exclu. C'est seulement ainsi que l'on pourra faire le ménage dans ce sport, sinon il y en aura toujours qui tomberont ».
Il a été critiqué pour cette position face au dopage : « Depuis qu’il arbore un tatouage « I'm doping free », il n’est plus le Petit Prince autrefois préparé par le docteur Cecchini et il inspire la pitié ».
Un procès pour l'affaire de Mantoue commence en décembre 2013. 28 personnes dont Cunego sont concernées. Le procureur demande un acquittement pour plusieurs d'entre elles dont Cunego et une sanction pour d'autres. Le verdict est annoncé le 18 décembre 2015 et conclut à l'acquittement pour tous les membres de l'équipe Lampre accusés dont Cunego.

## Revenus, sponsors et vie en dehors du cyclisme

### Revenus
De ses débuts en amateur en 1997 à son passage professionnel en 2002, Damiano Cunego ne touchait de l'argent que sur des primes de course et n'avait pas de salaire mensuel ni annuel, ses gains variant en fonction de ses résultats cyclistes.
En signant un pré-contrat en 2001 avec Claudio Corti obligeant Cunego à faire une année en amateur avant de passer professionnel chez Saeco, ce dernier se voyait toucher de ses débuts professionnels à mai 2004 un salaire annuel de cinquante-mille (50 000) euros.
Après le Tour d'Italie 2004 et sa victoire au classement final, Cunego renégocie son salaire à Saeco, atteignant le seuil de huit-cent-mille (800 000) euros par an à partir de l'année 2005, s'ajoutant aux quatre-cent mille (400 000) euros de prime que remporte la vainqueur du classement général.
Son salaire augmentant avec ses résultats année après année, Damiano Cunego fait en 2007 partie des dix meilleurs coureurs cyclistes les mieux payés, il pointe au sixième rang avec un million et trois-cent mille (1 300 000) euros gagnés en 2007, son coéquipier Alessandro Petacchi le devance de deux places au classement avec un million et six-cent mille (1 600 000) euros, le cycliste le mieux payé en 2007 étant l'Espagnol Alejandro Valverde avec deux millions et cinq-cent mille (2 500 000) euros.
En 2010, plusieurs équipes comme Astana, Footon-Servetto, Liquigas ou encore Vacansoleil sollicitent Cunego, il signera finalement un contrat de deux années supplémentaires à la Lampre-Farnese Vini, Cunego déclarant à propos de ce contrat : « Pour moi ça a été des jours de réflexions très importants. Ce n'est pas exagéré de dire que ce choix était le plus important de ma carrière, face à un carrefour où je ne savais pas quelle voie prendre. J'ai songé à quitter la Lampre car je suis arrivé à un point où je sens que j'ai besoin d'autres motivations, de quelque chose de nouveau, de différent ».
Gagnant également de l'argent grâce à ses sponsors, Cunego comme la plupart des coureurs cyclistes professionnels tire une partie de ses revenus des primes de course, les victoires sur les grands tours et les courses dites classiques rapportant le plus d'argent au vainqueur.
En 2011, Damiano Cunego touche un salaire annuel équivalent à un million vingt-cinq mille (1 025 000) euros.

### Sponsors
Damiano Cunego possède plusieurs sponsors, qui sont les mêmes que ceux de l'équipe où il appartient, à savoir la Lampre depuis 2005 et l'équipe Saeco de 2002 à 2004.
De ses débuts professionnels à son départ de Saeco en 2004, Cunego fut sponsorisé par la marque Saeco, marque spécialisée dans la fabrication de machines à café automatiques. Il fut aussi sponsorisé par Longoni Sport lors de sa première année professionnelle, deuxième sponsor de l'équipe avec Saeco, spécialisé dans la fabrication et la vente de matériel sportif.
À partir de 2005, il change d'équipe pour entrer à la Lampre-Caffita, autre équipe italienne, sponsorisée principalement par le fabricant italien d'acier laminé Lampre, cette année-là le deuxième sponsor de l'équipe et de Cunego était Caffita, une autre marque de café italienne.
De 2006 à 2007, Cunego est sponsorisé en plus de Lampre par la marque Fondital, travaillant principalement dans l'électroménager et les radiateurs.
En 2008, Lampre devient le seul sponsor principal de l'équipe, l'année suivante c'est l'entreprise NGC qui s'associe à Lampre le temps d'une saison.
En 2010, la marque Farnese Vini devient le deuxième sponsor de l'équipe où Cunego court, avant que l'entreprise ukrainienne ISD ne devienne le deuxième sponsor principal de l'équipe en 2011, pour un projet de trois ans.
Damiano Cunego est en 2011 sponsorisée par Lampre, Farnese, Wilier pour les vélos, San marco, Lamital, Lamfer, Sector, Novacel, Specialized, Santini, All 1 sport, Imar et Geox. Ses sponsors techniques sont Marville, Gaerne, Tecar, Khumo Tyres, Hibros, TWS et Garmin. Son fournisseur officiel est quant à lui Enervit.

### Vie en dehors du cyclisme
Il a eu une petite fille, nommée Ludovica, née le 28 juillet 2005, et se marie l'année suivante avec Margherita, la mère de l'enfant, qui deviendra Margherita Cunego le 24 octobre 2006. Quatre ans après cette union, Damiano Cunego apprend la naissance de son deuxième enfant, un garçon nommé Cristian né le 30 juillet 2010, la veille de prendre part à la Classique de Saint-Sébastien.
Il parle couramment italien et anglais.

## Palmarès, résultats et distinctions

### Palmarès amateur
| - 1997 - Grand Prix Memorial Antonella Murari - Bonaldo di Veronetta - 1998 - Giro della Lunigiana - Tre Ciclistica Bresciana : - Classement général - Une étape - 1999 - Champion du monde sur route juniors - 2e du championnat d'Italie sur route juniors - 2e des Tre Ciclistica Bresciana - 2e du Gran Premio dell'Arno | - 2000 - Bassano-Monte Grappa - 3e du Giro del Belvedere - 2001 - 2e du Tour de la Vallée d'Aoste - 3e du Giro del Canavese - 3e du Tour des régions italiennes |  |

### Palmarès professionnel
| - 2002 - Giro d'Oro - Giro del Medio Brenta - 2003 - Tour du lac Qinghai : - Classement général - 7e étape - 2004 - Vainqueur du classement UCI - Tour du Trentin : - Classement général - 1re et 2e étapes - Tour des Apennins - Grand Prix de l'industrie et de l'artisanat de Larciano - Tour d'Italie : - Classement final - 2e, 7e, 16e et 18e étapes - Mémorial Marco Pantani - Due Giorni Marchigiana : - Classement général - Grand Prix Nobili Rubinetterie - Grand Prix Fred Mengoni - Tour de Lombardie - Memorial Fabio Casartelli (épreuve scratch) - Criterium degli Assi (épreuve scratch) - 2e du Vélo d'or - 2e de la Japan Cup - 2e du Grand Prix SBS-Miasino-Mottarone - 9e du championnat du monde sur route - 2005 - 3e étape du Tour de Romandie - Grand Prix Nobili Rubinetterie - Trophée Melinda - Japan Cup - 2e de la Klasika Primavera - 2e du Tour de Romandie - 3e du Tour de Murcie - 3e de la Semaine internationale Coppi et Bartali - 3e des Trois vallées varésines - 9e du Tour du Pays basque - 9e de Liège-Bastogne-Liège - 2006 - Semaine internationale Coppi et Bartali : - Classement général - 3e étape - Giro d'Oro - Tour du Trentin : - Classement général - 2e étape - Grand Prix de l'industrie et de l'artisanat de Larciano - Classement du meilleur jeune du Tour de France - 2e de la Klasika Primavera - 2e du Grand Prix SBS-Miasino-Mottarone - 2e du Tour du Latium - 3e de Liège-Bastogne-Liège - 4e du Tour d'Italie - 2007 - Tour du Trentin : - Classement général - 1re et 2e étapes - 4e étape du Tour d'Allemagne - Grand Prix Bruno Beghelli - Tour de Lombardie - 4e du Tour du Pays basque - 5e du Tour d'Italie - 5e du Tour de Suisse - 7e de Liège-Bastogne-Liège | - 2008 - 5e étape du Tour du Pays basque - Klasika Primavera - Amstel Gold Race - Tour de Lombardie - Japan Cup - 2e du Mémorial Marco Pantani - 2e du championnat du monde sur route - 2e du classement UCI ProTour - 3e de la Flèche wallonne - 3e des Trois vallées varésines - 4e du Tour du Pays basque - 4e du Tour de Suisse - 2009 - Semaine internationale Coppi et Bartali : - Classement général - 2e et 3e étapes - 8e et 14e étapes du Tour d'Espagne - 2e du championnat d'Italie sur route - 2e de la Coppa Placci - 3e de la Flèche wallonne - 5e du Tour du Pays basque - 5e de l'Amstel Gold Race - 6e du Tour de Suisse - 7e de Liège-Bastogne-Liège - 8e des Championnats du monde sur route - 2010 - 5e de la Flèche wallonne - 6e de l'Amstel Gold Race - 10e du Grand Prix cycliste de Québec - 2011 - 2e étape du Tour de Sardaigne - Tour des Apennins - 2e étape du Tour de Romandie - 2e du Tour de Suisse - 3e du Tour de Sardaigne - 3e du Monte Paschi Strade Bianche - 6e du Tour de France, - 8e de Tirreno Adriatico - 2012 - 2e étape du Tour du Trentin - 2e du Tour du Trentin - 2e du Grand Prix de Lugano - 4e du Tour du Pays basque - 6e du Tour d'Italie - 6e du Tour de Catalogne - 2013 - 3e étape de la Semaine internationale Coppi et Bartali - 2e de la Semaine internationale Coppi et Bartali - 2e de la Japan Cup - 2015 - 3e du Tour des Apennins - 2017 - 6e étape du Tour du lac Qinghai |  |

### Résultats

#### Victoires et port du maillot de leader
Damiano Cunego a remporté quarante-sept victoires dans sa carrière, dont vingt dans des courses d'un jour, dix-neuf dans des courses par étapes et huit victoires finales dans ces dernières.
Dans les courses à étapes, il a porté à trente-six reprises le maillot de leader du classement général, quatre fois dans le Tour du Trentin en 2004, onze jours durant le Tour d'Italie la même année, un jour au Tour de Romandie 2005, à trois reprises à chaque fois dans la Semaine internationale Coppi et Bartali et au Tour du Trentin en 2006, il a également porté quatre fois le maillot de leader de cette dernière course l'année suivante. En 2009, il est durant trois jours le leader de la Semaine internationale Coppi et Bartali, en 2011 il est en tête du Tour de Sardaigne pendant une étape et du Tour de Suisse pendant six étapes.

#### Classiques et championnats du monde
Damiano Cunego a participé à plusieurs courses d'un jour, dites classiques, et a réalisé de bonnes performances, d'abord à l'Amstel Gold Race puisque lors de sa première participation il remporte la classique ardennaise en 2008, puis se classant cinquième et sixième lors des deux suivantes éditions.
Peu présent lors de Milan-San Remo, il fait au mieux une trente-quatrième place en 2010.
Cunego atteint deux troisièmes places à la Flèche wallonne en 2008 et 2009, également cinquième en 2010, et est arrivé sur le podium de Liège-Bastogne-Liège en 2006.
Atteignant par quatre fois les vingt-cinq premières places de la Classique de Saint-Sébastien mais une seule fois les vingt premières, Cunego, en trois participations, ne s'est jamais bien classé au Grand Prix de Plouay, meilleur lors de sa seule participation au Championnat de Zurich puisqu'il atteint la quatorzième place en 2005, il prend part aux Grand Prix cycliste de Québec et de Montréal en 2010, il prend respectivement la dixième et la vingt-septième place.
Onzième puis deuxième des Championnats d'Italie, Cunego gagne la médaille d'argent des Championnats du monde en 2008, finissant également huitième et neuvième.
C'est néanmoins lors du Tour de Lombardie, dernière classique de l'année, qu'il réussit le mieux, en six participations il s'impose à trois reprises en 2004, 2007 et 2008, il termine en 2009 quatorzième de la classique des feuilles mortes.
Il compte à son actif quatre victoires en classiques.
Ce tableau présente les principales courses d'un jour, dites classiques, auxquelles Cunego a participé tout au long de sa carrière professionnelle commencée en 2002, à l'exception des trois classiques flandriennes : le Tour des Flandres, Paris-Roubaix et Gand-Wevelgem puisque Damiano Cunego ne les a jamais couru. Il est également à noter qu'il n'a pas pris part aux Jeux olympiques, ni aux classiques Paris-Tours et Vattenfall Cyclassics.
| Année | Milan- San Remo | Amstel Gold Race | Flèche wallonne | Liège- Bastogne-Liège | Classique de Saint-Sébastien | Grand Prix de Plouay | Championnat de Zurich | Grand Prix cycliste de Québec | Grand Prix cycliste de Montréal | Tour de Lombardie | Championnats d'Italie | Championnats du monde |
| ----- | --------------- | ---------------- | --------------- | --------------------- | ---------------------------- | -------------------- | --------------------- | ----------------------------- | ------------------------------- | ----------------- | --------------------- | --------------------- |
| 2002  | -               | -                | 122e            | 124e                  | -                            | -                    | -                     |                               |                                 | -                 | -                     | -                     |
| 2003  | -               | -                | -               | -                     | -                            | -                    | -                     |                               |                                 | -                 | -                     | -                     |
| 2004  | -               | -                | -               | -                     | 21e                          | -                    | -                     |                               |                                 | Vainqueur         | -                     | 9e                    |
| 2005  | -               | -                | 14e             | 9e                    | 17e                          | -                    | 14e                   |                               |                                 | 29e               | -                     | -                     |
| 2006  | 62e             | -                | -               | 3e                    | -                            | -                    | -                     |                               |                                 | -                 | -                     | -                     |
| 2007  | -               | -                | -               | 7e                    | 52e                          | -                    |                       |                               |                                 | Vainqueur         | 31e                   | 50e                   |
| 2008  | -               | Vainqueur        | 3e              | 30e                   | 36e                          | 36e                  |                       |                               |                                 | Vainqueur         | 11e                   | 2e                    |
| 2009  | -               | 5e               | 3e              | 7e                    | 22e                          | -                    |                       |                               |                                 | 14e               | 2e                    | 8e                    |
| 2010  | 34e             | 6e               | 5e              | 20e                   | 25e                          | 60e                  |                       | 10e                           | 27e                             | -                 | 16e                   | -                     |
| 2011  | -               | 15e              | 61e             | 16e                   | 45e                          | 61e                  |                       | -                             | -                               | 27e               | -                     | -                     |
| 2012  | 43e             | 31e              | -               | 35e                   | -                            | -                    |                       | -                             | -                               | -                 | -                     | -                     |
| 2013  | -               | 43e              | 28e             | 30e                   | 72e                          | 78e                  |                       | 53e                           | 39e                             |                   |                       |                       |
| 2014  | -               | 50e              | 69e             | 13e                   |                              |                      |                       |                               |                                 |                   |                       |                       |

#### Courses par étapes
Damiano Cunego a participé à plusieurs courses par étapes, huit en tout en 2012, il compte à son actif trois participations à Paris-Nice avec une treizième place acquise en 2012, présent deux fois au Tirreno-Adriatico il se classe huitième en 2011. Cunego a été présent lors de neuf éditions du Tour du Pays basque, mais a abandonné a deux reprises, on trouve néanmoins trois quatrièmes places en 2007, 2008 et 2012, une sixième place l'année d'après et une neuvième place en 2005. Il a réalisé une de ses meilleures courses à étapes au Tour de Romandie puisqu'en trois participations, il a terminé deuxième en 2005 et seizième en 2011, il est à noter que son premier Tour de Romandie a eu lieu en 2002 et qu'il reste marqué par la première course à étapes de Cunego. 
Il s'est également classé quatre fois dans les six premiers du Tour de Suisse, cinquième en 2007, quatrième l'an suivant puis sixième l'année d'après, Cunego échoue à la deuxième place en 2011.
Pour sa seule participation au Tour d'Allemagne en 2007, il termine vingtième.
Il prend également part au premier Tour de Pékin en 2011, et court son premier Tour de Catalogne en 2012, terminant sixième.
Il ne compte à son actif aucune victoire dans des courses à étapes, mais deux places de dauphin.
Ce tableau présente les principales courses par étapes, auxquelles Cunego a participé tout au long de sa carrière professionnelle commencé en 2002, à l'exception du Tour d'Australie, du Critérium du Dauphiné, de l'Eneco Tour et du Tour de Pologne, puisque Damiano Cunego ne les a jamais couru.
| Année | Paris- Nice | Tirreno- Adriatico | Tour du Pays basque | Tour de Romandie | Tour de Suisse | Tour de Pékin | Tour d'Allemagne (entre 2002 et 2008) | Tour de Catalogne |
| ----- | ----------- | ------------------ | ------------------- | ---------------- | -------------- | ------------- | ------------------------------------- | ----------------- |
| 2002  | -           | -                  | -                   | 70e              | -              |               | -                                     | -                 |
| 2003  | -           | -                  | 71e                 | -                | -              |               | -                                     | -                 |
| 2004  | -           | -                  | 16e                 | -                | -              |               | -                                     | -                 |
| 2005  | -           | -                  | 9e                  | 2e               | -              |               | -                                     | -                 |
| 2006  | -           | -                  | -                   | -                | -              |               | -                                     | -                 |
| 2007  | -           | -                  | 4e                  | -                | 5e             |               | 20e                                   | -                 |
| 2008  | 17e         | -                  | 4e                  | -                | 4e             |               | -                                     | -                 |
| 2009  | -           | -                  | 5e                  | -                | 6e             |               |                                       | -                 |
| 2010  | 47e         | -                  | Abandon             | -                | -              |               |                                       | -                 |
| 2011  | -           | 8e                 | Abandon             | 16e              | 2e             | 44e           |                                       | -                 |
| 2012  | 13e         | -                  | 4e                  | -                | 52e            |               |                                       | 6e                |
| 2013  | -           | 32e                | 16e                 | 27e              |                |               |                                       |                   |

#### Grands tours

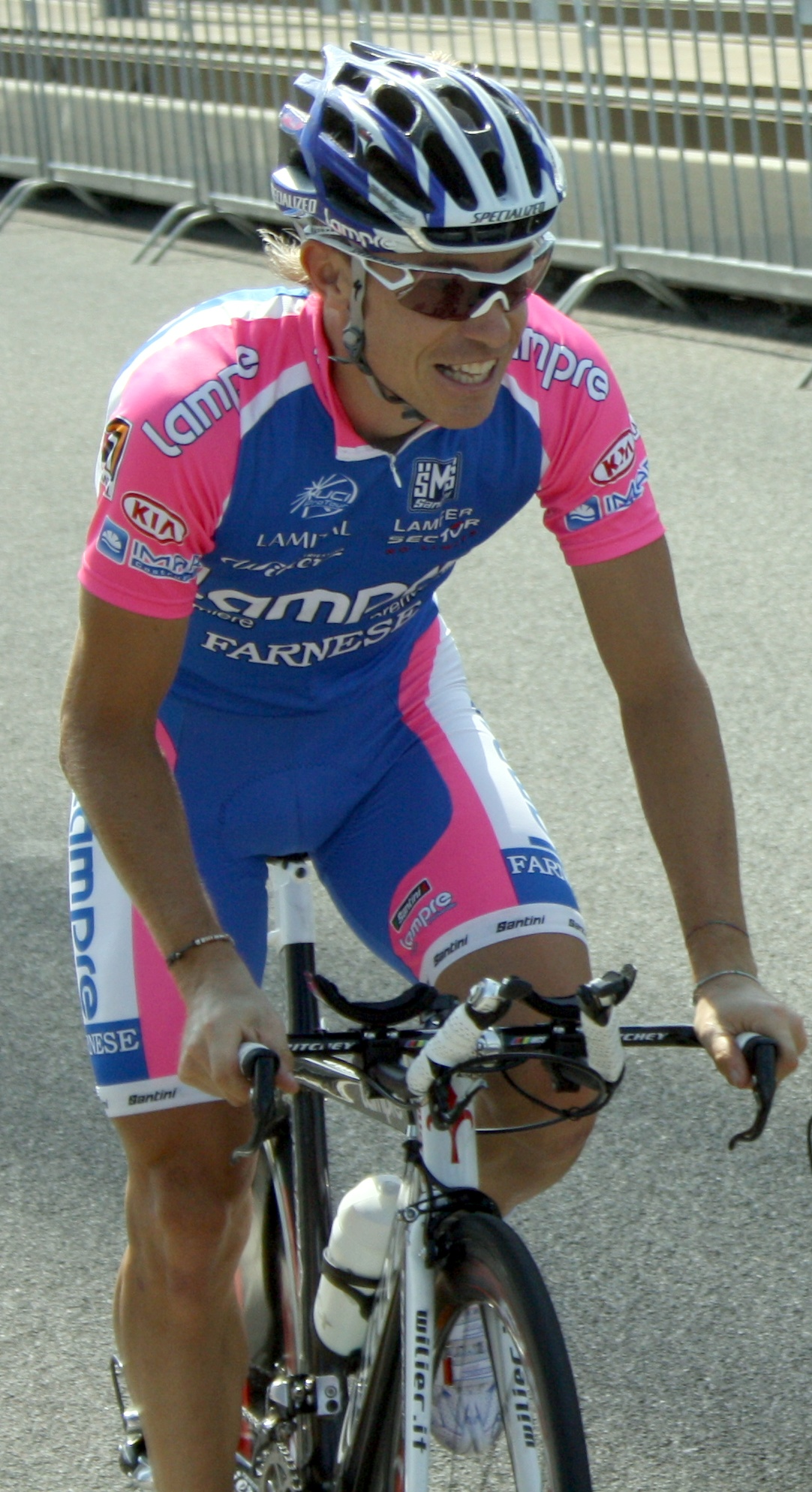
Damiano Cunego lors du Tour de France 2010.

##### Tour de France
5 participations
- 2006 : 11e (après déclassement de Landis),  vainqueur du classement du meilleur jeune
- 2008 : non-partant (19e étape)
- 2010 : 29e
- 2011 : 6e[n 5],[56]
- 2013 : 55e

##### Tour d'Italie
11 participations
- 2003 : 34e
- 2004 :  Vainqueur du classement général, vainqueur des 2e, 7e, 16e et 18e étapes,  maillot rose pendant 11 jours
- 2005 : 18e
- 2006 : 4e
- 2007 : 5e
- 2009 : 15e[123],[n 9]
- 2010 : 11e
- 2012 : 6e
- 2014 : 19e
- 2015 : abandon (18e étape)
- 2016 : 44e

##### Tour d'Espagne
6 participations
- 2004 : 16e
- 2007 : abandon (16e étape)
- 2008 : non-partant (16e étape)
- 2009 : non-partant (17e étape), vainqueur des 8e et 14e étapes
- 2012 : 33e
- 2014 : 76e

#### Classements mondiaux sur route
Jusqu'en 2004, le classement UCI concerne tous les coureurs ayant obtenu des points lors de courses du calendrier international de l'Union cycliste internationale (trois-cent-vingt-quatre courses en 2004). En 2005, l'UCI ProTour et les circuits continentaux sont créés, ayant chacun leur classement. De 2005 à 2008, le classement de l'UCI ProTour classe les coureurs membres d'équipes ProTour en fonction des points qu'ils ont obtenus lors des courses du calendrier UCI ProTour, soit vingt-huit courses en 2005, vingt-sept en 2006, 26 en 2007. En 2008, le calendrier du ProTour est réduit à quinze courses en raison du conflit entre l'UCI et les organisateurs de plusieurs courses majeures. Les trois grands tours, Paris-Roubaix, la Flèche wallonne, Liège-Bastogne-Liège, le Tour de Lombardie, Tirreno-Adriatico et Paris-Nice ne sont donc pas pris en compte dans le classement ProTour 2008. En 2009 et 2010, un « classement mondial UCI » remplace le classement ProTour. Il prend en compte les points inscrits lors des courses ProTour et des courses qui n'en font plus partie, regroupées dans un « calendrier historique », soit au total vingt-quatre courses en 2009 et vingt-six en 2010. Ce nouveau classement prend en compte les coureurs des équipes continentales professionnelles. En 2011, l'UCI ProTour devient l'UCI World Tour et reprend dans son calendrier les courses qui l'avaient quitté en 2008. Il comprend vingt-sept courses en 2011.
Damiano Cunego apparaît pour la première fois au classement UCI en 2002. Il en occupe la première place à la fin de l'année 2004.
| Année                  | 2002 | 2003 | 2004 | 2005 | 2006 | 2007 | 2008 | 2009 | 2010 | 2011 | 2012 | 2013 | 2014 | 2015 |
| ---------------------- | ---- | ---- | ---- | ---- | ---- | ---- | ---- | ---- | ---- | ---- | ---- | ---- | ---- | ---- |
| Classement UCI         | 817e | 227e | 1er  |      |      |      |      |      |      |      |      |      |      |      |
| Classement ProTour     |      |      |      | 39e  | 18e  | 8e   | 2e   |      |      |      |      |      |      |      |
| Calendrier mondial UCI |      |      |      |      |      |      |      | 12e  | 50e  |      |      |      |      |      |
| UCI World Tour         |      |      |      |      |      |      |      |      |      | 19e  | 21e  | nc   | 133e |      |
| UCI Europe Tour        |      |      |      |      |      |      |      |      |      |      |      |      |      | 74e  |

### Distinctions
- Oscar TuttoBici des juniors : 1999
- Mémorial Gastone Nencini (révélation italienne de l'année) : 2003
- Classement UCI : 2004
- Atena d'Argent : 2004
- Prix Gazzetta dello Sport Fausto-Coppi : 2004
- Deuxième du Vélo d'or : 2004
- Oscar TuttoBici des professionnels : 2004 et 2009
- Collier d'Or du mérite sportif : 2006
- Meilleur athlète italien : 2008
- Premier italien au Gala du cyclisme de Conegliano : 2009